# 2014-es labdarúgó-világbajnokság
A 2014-es labdarúgó-világbajnokságot Brazíliában rendezték 2014. június 12. és július 13. között. A selejtezőben 203 csapat indult, ebből 31 válogatott vehetett részt a tornán. A házigazda Brazíliának nem kellett selejtezőt játszania. A címvédő a spanyol válogatott volt. A torna nyitómérkőzését São Paulóban, a döntőt a Rio de Janeiró-i Maracanã Stadionban játszották.
Korábban 1950-ben rendeztek Brazíliában világbajnokságot. Akkor egy körmérkőzéses négyes döntőt rendeztek, a világbajnokságot Uruguay nyerte. Az 1978-as labdarúgó-világbajnokság után először volt dél-amerikai ország a rendező. A magyar labdarúgó-válogatott sorozatban már a nyolcadik alkalommal nem tudott kijutni a világbajnokságra. A 32 fős játékvezetői keretben nem kapott helyet magyar játékvezető.
A döntőt Németország hosszabbítás után 1–0-ra nyerte Argentína ellen, Mario Götze góljával. Németország története negyedik vb-címét szerezte, és első alkalommal fordult elő a vb-k történetében, hogy európai csapat az amerikai kontinensen nyert világbajnokságot. Németország emellett részvételi jogot szerzett a 2017-es konföderációs kupára.

## A rendező

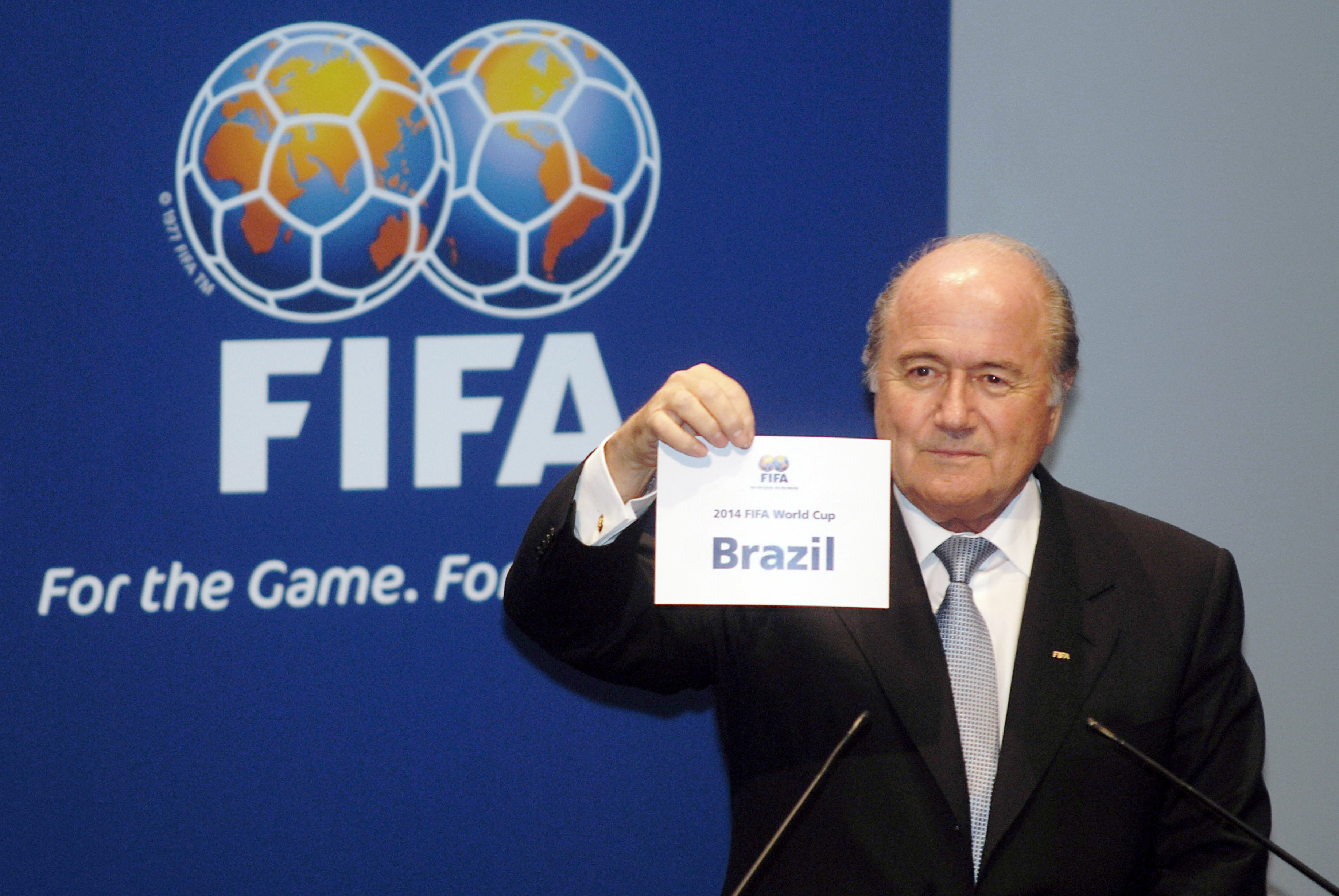
Joseph Blatter a rendező ország kihirdetésekor.

A rendező kiválasztása a FIFA rotációs rendszere szerint történt. A rendszer lényege, hogy minden világbajnokságra megjelölnek egy kontinenst, és csak onnan jelentkezhetnek országok a rendezésre. Dél-Amerikából csak Brazília jelentkezett, így egyedüli pályázóként Brazília lett a rendező, ezt a Nemzetközi Labdarúgó-szövetség 2007. október 30-án jelentette be.

## Szimbólumok

### Embléma
A torna hivatalos emblémáját a 2010-ben megrendezett dél-afrikai világbajnokság helyszínén, 2010. július 8-án mutatta be a Nemzetközi Labdarúgó-szövetség, valamint a rendező Brazília. Az emblémán a brazil nemzeti zászló színeivel megjelenő kezek formázzák a győztesnek járó trófeát. Az embléma piros színnel tartalmazza a 2014-es évszámot.

### Kabala
A torna kabaláját először 2012. szeptember 16-án mutatták be a brazil TV Globo csatorna Fantástico című műsorában. A kabala egy úgynevezett matakó (háromöves tatu) nevű állat mely közép Brazíliában őshonos. A figura színei: kék, sárga és zöld melyek a brazil zászló színeire utalnak. A nevét internetes szavazás alapján választották ki, a lehetőségek ezek voltak: Amijubi, Fuleco vagy Zuzeco. Végül a "Fuleco" névre szavaztak a legtöbben, így a figura neve ez lett.

### Caxirola

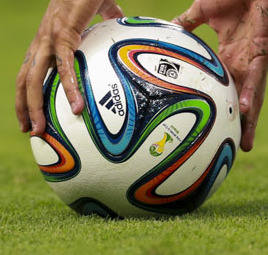
Brazuca

A caxirola (ejtsd: kásirólá) a világbajnokság hivatalos, a Nemzetközi Labdarúgó-szövetség által is jóváhagyott hangszere volt, melyet rázni kellett ahhoz hogy hangot adjon. A hangszer újrahasznosított műanyagból készült. A brazil zenész, Carlinhos Brown tervezte, de a stadionokba nem vihették be a szurkolók, ellentétben a 2010-es vuvuzelával.

### A labda
A torna marketingjének részeként a helyi szervezőbizottság és a gyártó Adidas pályázatot hirdetett a labda nevére. A végső nevet több mint egymillió brazil szurkoló szavazatai alapján választották ki. A Brazuca 77,8%-kal lett első. A másik két lehetőség, a Bossa Nova (14,6%) és a Carnavalesca (7,6%) voltak.

## Helyszínek
A Nemzetközi Labdarúgó-szövetség 2009. május 31-én választotta ki azt a 12 várost, amely a világbajnokságon mérkőzéseket rendezhet.
A 17 pályázó város közül a 2016-os nyári olimpia helyszíne, Rio de Janeiro, valamint São Paulo, Brazíliaváros, Belo Horizonte, Porto Alegre, Salvador da Bahia, Cuiabá, Curitiba, Fortaleza, Manaus, Natal és Recife rendezhetett mérkőzéseket.
| Rio de Janeiro    | Brazíliaváros | São Paulo | Fortaleza         |
| ----------------- | --- | --- | ----------------- |
| Maracanã Stadion  | Estádio Nacional | Arena de São Paulo | Estádio Castelão  |
| Férőhely: 74 738  | Férőhely: 69 349 | Férőhely: 62 601 | Férőhely: 60 342  |
|                   | | |                   |
| Belo Horizonte    | Belo Horizonte Brazíliaváros Cuiabá Curitiba Fortaleza Manaus Natal Porto Alegre Recife Rio de Janeiro Salvador da Bahia São Paulo | Belo Horizonte Brazíliaváros Cuiabá Curitiba Fortaleza Manaus Natal Porto Alegre Recife Rio de Janeiro Salvador da Bahia São Paulo | Porto Alegre      |
| Estádio Mineirão  | Belo Horizonte Brazíliaváros Cuiabá Curitiba Fortaleza Manaus Natal Porto Alegre Recife Rio de Janeiro Salvador da Bahia São Paulo | Belo Horizonte Brazíliaváros Cuiabá Curitiba Fortaleza Manaus Natal Porto Alegre Recife Rio de Janeiro Salvador da Bahia São Paulo | Estádio Beira-Rio |
| Férőhely: 58 170  | Belo Horizonte Brazíliaváros Cuiabá Curitiba Fortaleza Manaus Natal Porto Alegre Recife Rio de Janeiro Salvador da Bahia São Paulo | Belo Horizonte Brazíliaváros Cuiabá Curitiba Fortaleza Manaus Natal Porto Alegre Recife Rio de Janeiro Salvador da Bahia São Paulo | Férőhely: 43 394  |
|                   | Belo Horizonte Brazíliaváros Cuiabá Curitiba Fortaleza Manaus Natal Porto Alegre Recife Rio de Janeiro Salvador da Bahia São Paulo | Belo Horizonte Brazíliaváros Cuiabá Curitiba Fortaleza Manaus Natal Porto Alegre Recife Rio de Janeiro Salvador da Bahia São Paulo |                   |
| Salvador da Bahia | Belo Horizonte Brazíliaváros Cuiabá Curitiba Fortaleza Manaus Natal Porto Alegre Recife Rio de Janeiro Salvador da Bahia São Paulo | Belo Horizonte Brazíliaváros Cuiabá Curitiba Fortaleza Manaus Natal Porto Alegre Recife Rio de Janeiro Salvador da Bahia São Paulo | Recife            |
| Arena Fonte Nova  | Belo Horizonte Brazíliaváros Cuiabá Curitiba Fortaleza Manaus Natal Porto Alegre Recife Rio de Janeiro Salvador da Bahia São Paulo | Belo Horizonte Brazíliaváros Cuiabá Curitiba Fortaleza Manaus Natal Porto Alegre Recife Rio de Janeiro Salvador da Bahia São Paulo | Arena Pernambuco  |
| Férőhely: 51 900  | Belo Horizonte Brazíliaváros Cuiabá Curitiba Fortaleza Manaus Natal Porto Alegre Recife Rio de Janeiro Salvador da Bahia São Paulo | Belo Horizonte Brazíliaváros Cuiabá Curitiba Fortaleza Manaus Natal Porto Alegre Recife Rio de Janeiro Salvador da Bahia São Paulo | Férőhely: 42 610  |
|                   | Belo Horizonte Brazíliaváros Cuiabá Curitiba Fortaleza Manaus Natal Porto Alegre Recife Rio de Janeiro Salvador da Bahia São Paulo | Belo Horizonte Brazíliaváros Cuiabá Curitiba Fortaleza Manaus Natal Porto Alegre Recife Rio de Janeiro Salvador da Bahia São Paulo |                   |
| Cuiabá            | Manaus | Natal | Curitiba          |
| Arena Pantanal    | Arena da Amazônia | Arena das Dunas | Arena da Baixada  |
| Férőhely: 41 112  | Férőhely: 40 549 | Férőhely: 39 971 | Férőhely: 39 631  |
|                   | | |                   |

## Selejtezők
Brazília, mint rendező ország, automatikus résztvevője volt a világbajnokságnak, ellenben a világbajnoki címvédő 2002 óta nem jogosult selejtező nélküli, automatikus világbajnoki részvételre, így Spanyolország is selejtezőt játszott.
Részvételi jogok
Az egyes kontinensek számára kiosztandó, a világbajnokságon való részvételt jelentő helyekről 2011. március 3-án döntött a FIFA. A kvóták a 2010-es vb-hez képest nem változtak:
| Kontinens | Hely |
| --- | --- |
| Európa | 13 hely |
| Afrika | 5 hely |
| Dél-Amerika | 4 vagy 5 hely (Brazília a rendező jogán automatikus résztvevője a világbajnokságnak, így összesen 5 vagy 6 hely) |
| Ázsia | 4 vagy 5 hely |
| Észak-Amerika, Közép-Amerika, és a Karib-térség | 3 vagy 4 hely |
| Óceánia | 0 vagy 1 hely (nincs biztosított hely)                                                                           |
| Megjegyzés: A dél-amerikai 5., az ázsiai 5. és az észak-amerikai 4. helyezettnek, valamint az óceániai csoport győztesének rájátszást kellett játszania. Ezeknek a mérkőzéseknek a párosítását sorsolással döntötték el. | |

A selejtezők sorsolását 2011. július 30-án rendezték Rio de Janeiróban.

## Résztvevők
A következő csapatok vettek részt a 2014-es labdarúgó-világbajnokságon:

A kvalifikáció megszerzésének sorrendjében. A "Világbajnoki részvétel" oszlop már tartalmazza a 2014-es labdarúgó-világbajnokságot is.
| Csapat              | Hogyan kvalifikált                               | Kvalifikáció időpontja | Világbajnoki részvétel | Utolsó részvétel  | Előző legjobb eredmény                     |
| ------------------- | ------------------------------------------------ | ---------------------- | ---------------------- | ----------------- | ------------------------------------------ |
| Brazília            | Rendező                                          | 2007. október 30.      | 20                     | 2010              | Világbajnok (1958, 1962, 1970, 1994, 2002) |
| Japán               | AFC, 4. forduló, B csoport győztese              | 2013. június 4.        | 5                      | 2010              | Nyolcaddöntő (2002, 2010)                  |
| Ausztrália          | AFC, 4. forduló, B csoport, második              | 2013. június 18.       | 4                      | 2010              | Nyolcaddöntő (2010)                        |
| Irán                | AFC, 4. forduló, A csoport győztese              | 2013. június 18.       | 4                      | 2006              | Csoportkör (1978, 1998, 2006)              |
| Dél-Korea           | AFC, 4. forduló, A csoport, második              | 2013. június 18.       | 9                      | 2010              | 4. helyezés (2002)                         |
| Hollandia           | UEFA, D csoport, csoportgyőztes                  | 2013. szeptember 10.   | 10                     | 2010              | Ezüstérmes (1974, 1978, 2010)              |
| Olaszország         | UEFA, B csoport, csoportgyőztes                  | 2013. szeptember 10.   | 18                     | 2010              | Világbajnok (1934, 1938, 1982, 2006)       |
| Costa Rica          | CONCACAF, második                                | 2013. szeptember 10.   | 4                      | 2006              | Nyolcaddöntő (1990)                        |
| Egyesült Államok    | CONCACAF, csoportgyőztes                         | 2013. szeptember 10.   | 10                     | 2010              | Bronzérmes (1930)                          |
| Argentína           | CONMEBOL, csoportgyőztes                         | 2013. szeptember 10.   | 16                     | 2010              | Világbajnok (1978, 1986)                   |
| Belgium             | UEFA, A csoport, csoportgyőztes                  | 2013. október 11.      | 12                     | 2002              | 4. helyezés (1986)                         |
| Svájc               | UEFA, E csoport, csoportgyőztes                  | 2013. október 11.      | 10                     | 2010              | Negyeddöntő (1934, 1938, 1954)             |
| Németország         | UEFA, C csoport, csoportgyőztes                  | 2013. október 11.      | 18                     | 2010              | Világbajnok (1954, 1974, 1990              |
| Kolumbia            | CONMEBOL, második                                | 2013. október 11.      | 5                      | 1998              | Nyolcaddöntő (1990)                        |
| Oroszország         | UEFA, F csoport, csoportgyőztes                  | 2013. október 15.      | 3                      | 2002              | Bronzérmes (1966)                          |
| Bosznia-Hercegovina | UEFA, G csoport, csoportgyőztes                  | 2013. október 15.      | 1                      | még nem szerepelt | –                                          |
| Anglia              | UEFA, H csoport, csoportgyőztes                  | 2013. október 15.      | 14                     | 2010              | Világbajnok (1966)                         |
| Spanyolország       | UEFA, I csoport, csoportgyőztes                  | 2013. október 15.      | 14                     | 2010              | Világbajnok (2010)                         |
| Chile               | CONMEBOL, harmadik                               | 2013. október 15.      | 9                      | 2010              | Bronzérmes (1962)                          |
| Ecuador             | CONMEBOL, negyedik                               | 2013. október 15.      | 3                      | 2006              | Nyolcaddöntő (2006)                        |
| Honduras            | CONCACAF, harmadik                               | 2013. október 15.      | 3                      | 2010              | Csoportkör (1982, 2010)                    |
| Nigéria             | CAF, 3. forduló                                  | 2013. november 16.     | 5                      | 2010              | Nyolcaddöntő (1994, 1998)                  |
| Elefántcsontpart    | CAF, 3. forduló                                  | 2013. november 16.     | 3                      | 2010              | Csoportkör (2006, 2010)                    |
| Kamerun             | CAF, 3. forduló                                  | 2013. november 17.     | 7                      | 2010              | Negyeddöntő (1990)                         |
| Ghána               | CAF, 3. forduló                                  | 2013. november 19.     | 3                      | 2010              | Negyeddöntő (2010)                         |
| Algéria             | CAF, 3. forduló                                  | 2013. november 19.     | 4                      | 2010              | Csoportkör (1982, 1986, 2010)              |
| Görögország         | UEFA, pótselejtezők                              | 2013. november 19.     | 3                      | 2010              | Csoportkör (1994, 2010)                    |
| Horvátország        | UEFA, pótselejtezők                              | 2013. november 19.     | 4                      | 2006              | Bronzérmes (1998)                          |
| Portugália          | UEFA, pótselejtezők                              | 2013. november 19.     | 6                      | 2010              | Bronzérmes (1966)                          |
| Franciaország       | UEFA, pótselejtezők                              | 2013. november 19.     | 14                     | 2010              | Világbajnok (1998)                         |
| Mexikó              | Interkontinentális pótselejtezők, CONCACAF – OFC | 2013. november 20.     | 15                     | 2010              | Negyeddöntő (1970, 1986)                   |
| Uruguay             | Interkontinentális pótselejtezők, AFC – CONMEBOL | 2013. november 20.     | 12                     | 2010              | Világbajnok (1930, 1950)                   |

## Sorsolás
A világbajnokság csoportjainak sorsolását 2013. december 6-án tartották Bahiában. A csapatok nevét négy kalapban helyezték el, az első kalapba a rendező Brazílián kívül a 2013. októberi FIFA-világranglista első hét helyezettje került: Spanyolország, Németország, Argentína, Kolumbia, Belgium, Svájc és Uruguay. A többi kalapba területi szempontok alapján helyezték el a csapatokat. A negyedik kalapba eredetileg kilenc európai csapat került, ebből egyet a sorsolást megelőzően áthelyeztek a második kalapba. Ezt az egy csapatot sorsolással határozták meg, a csapat kiléte a második kalap sorsolása folyamán derült ki. A sorsolás során két csapat azonos földrészről nem kerülhetett egy csoportba, európai csapatot kivéve.
A sorsolást követően az eredetileg kiadott menetrendhez képest hét mérkőzés kezdési időpontját megváltoztatták.
| 1. kalap (kiemeltek)                                                                                | 2. kalap (Afrika és Dél-Amerika)                                                              | 3. kalap (Ázsia és Észak-Amerika)                                                         | 4. kalap (Európa)                                                                                                |
| --------------------------------------------------------------------------------------------------- | --------------------------------------------------------------------------------------------- | ----------------------------------------------------------------------------------------- | --- |
| Brazília (rendező) · Argentína · Kolumbia · Uruguay · Belgium · Németország · Spanyolország · Svájc | Algéria · Kamerun · Elefántcsontpart · Ghána · Nigéria · Chile · Ecuador Olaszország (Európa) | Ausztrália · Japán · Irán · Dél-Korea · Costa Rica · Honduras · Mexikó · Egyesült Államok | Bosznia-Hercegovina · Horvátország · Anglia · Franciaország · Görögország · Hollandia · Portugália · Oroszország |

## Pénzdíjazás
A világbajnokság 32 résztvevője között összesen 358 millió dollárt osztottak szét, a győztes 17%-kal kapott többet, mint 2010-ben. Minden résztvevő 1,5 millió dollárt kapott felkészülési költségként. A világbajnokság csoportköre után kiesők egyenként 8 millió dollárt kaptak. Az egyenes kieséses szakaszban körönként a következők szerint alakult a díjazás:
| Nyolcaddöntő       | 9 millió dollár  |
| Negyeddöntő        | 14 millió dollár |
| Negyedik helyezett | 20 millió dollár |
| Harmadik helyezett | 22 millió dollár |
| Második helyezett  | 25 millió dollár |
| Győztes            | 35 millió dollár |

Emellett a FIFA 70 millió dollárt különített el a játékosok klubcsapatai részére.

## Játékvezetők
Massimo Busacca, a FIFA játékvezető bizottságának vezetője által a 32 nemzetből kiválasztott 32 játékvezető közül 9 (+1 tartalék) európai, 5 (+1 tartalék) dél-amerikai, 4 (+1 tartalék) ázsiai, 3 (+2 tartalék) afrikai, 1 észak-amerikai, 2 (+2 tartalék) közép-amerikai, 1 (+1 tartalék) pedig óceániai.
| Afrika - Doué Noumandiez Désiré - Bakary Gassama - Dzsamel Hajmúdi - Neant Alioum – tartalék - Daniel Bennett – tartalék Ázsia - Ravshan Ermatov - Nisimura Júicsi - Naváf Sukralláh - Ben Williams - Alirezá Fagáni – tartalék Európa - Pedro Proença - Cüneyt Çakır - Felix Brych - Milorad Mažić - Nicola Rizzoli - Björn Kuipers - Jonas Eriksson - Carlos Velasco Carballo - Howard Webb - Svein Oddvar Moen – tartalék | Észak-Amerika - Mark Geiger Közép-Amerika - Joel Aguilar - Marco Rodríguez - Roberto Moreno – tartalék - Walter López – tartalék Dél-Amerika - Néstor Pitana - Sandro Ricci - Carlos Vera - Wilmar Roldán - Enrique Osses - Víctor Carrillo – tartalék Óceánia - Peter O’Leary - Norbert Hauata – tartalék |

### Gólvonal-technológia
Több nemzetközi labdarúgó tornán eredményesen tesztelték a FIFA által kiválasztott gólvonal-technológiát. A labdarúgó torna minden stadionjába telepítették a kiválasztott rendszert, hogy megszüntessék az ismétlődő szellemgólt.
A Franciaország–Honduras mérkőzés második gólja volt a világbajnokságok történetének első olyan gólja, amelyet a gólbíró-technológia segítségével adtak meg.

### Szabadrúgás-spray
Ezen a világbajnokságon alkalmazták először az úgynevezett szabadrúgás-sprayt. A labdarúgás szabályalkotó testülete (IFAB) 2012. március 5-én fogadta el az eszköz használatát, melyet a 2013-as U20-as labdarúgó-világbajnokságon és a 2013-as U17-es labdarúgó-világbajnokságon teszteltek. Szabadrúgás esetén a játékvezető, ha szükségesnek látja, egy speciális hab spray-jel (Aero Comex Futline) jelölheti a labda helyét, illetve az előírt 10 yardos távolságban (9,15 méter) húzhat egy vonalat, amely mögé állhatnak fel a védekező csapat tagjai. A vonal 45–120 másodperc közötti időtartamig látható, majd eltűnik, biológiailag lebomlik, így egyáltalán nem szennyezi a környezetet.

## Keretek
Minden csapatnak huszonhárom játékost kellett neveznie 2014. június 2-áig (tíz nappal a világbajnokság kezdete előtt), akik közül háromnak kapusnak kellett lennie. Előzetes, 30 fős keretet is be kellett jelenteni 2014. május 13-áig (30 nappal a világbajnokság kezdete előtt).
Sérülés esetén lehetőség volt cserére, azonban a cserét legkésőbb a válogatott első mérkőzésének kezdete előtt 24 órával be kellett jelenteni.

## Csoportkör

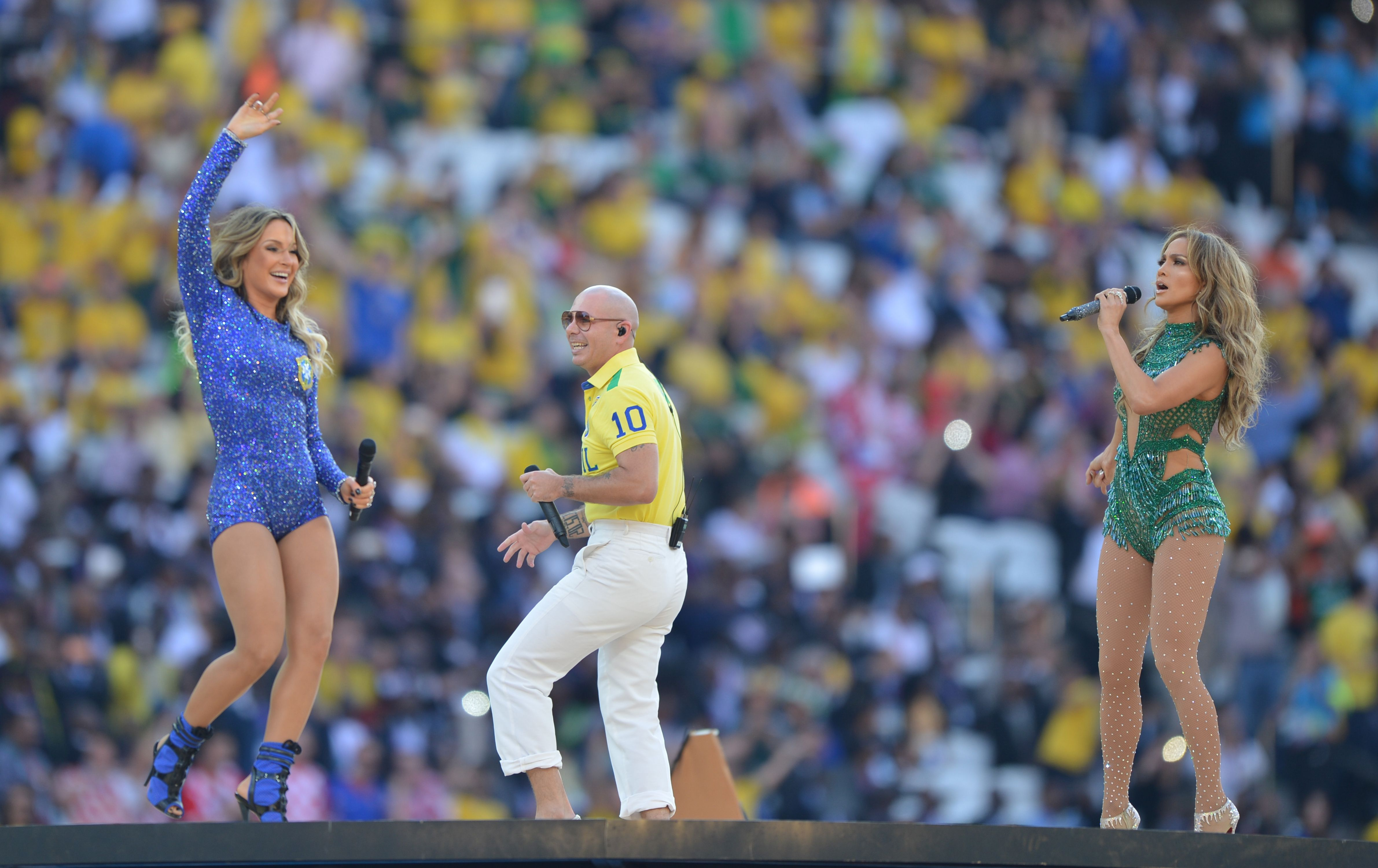
Claudia Leitte, Pitbull és Jennifer Lopez a világbajnokság hivatalos dalát, a We Are One (Ole Ola)-t adták elő a megnyitó ünnepségen.

A világbajnokság mérkőzéseinek dátumait 2011. október 20-án hozta nyilvánosságra a FIFA.
A megnyitó ünnepség június 12-én, helyi idő szerint 15:15-kor kezdődött.
Az időpontok közül tíz helyszíné a brazil időzóna (UTC–3), Manaus és Cuiabá az amazonasi időzóna (UTC–4) szerint vannak feltüntetve. Zárójelben a közép-európai nyári idő (UTC+2) szerinti időpontok olvashatóak.

Sorrend meghatározása
1. több szerzett pont az összes mérkőzésen
2. jobb gólkülönbség az összes mérkőzésen
3. több lőtt gól az összes mérkőzésen
4. több szerzett pont az azonosan álló csapatok között lejátszott mérkőzéseken
5. jobb gólkülönbség az azonosan álló csapatok között lejátszott mérkőzéseken
6. több lőtt gól az azonosan álló csapatok között lejátszott mérkőzéseken
7. sorsolás

### A csoport

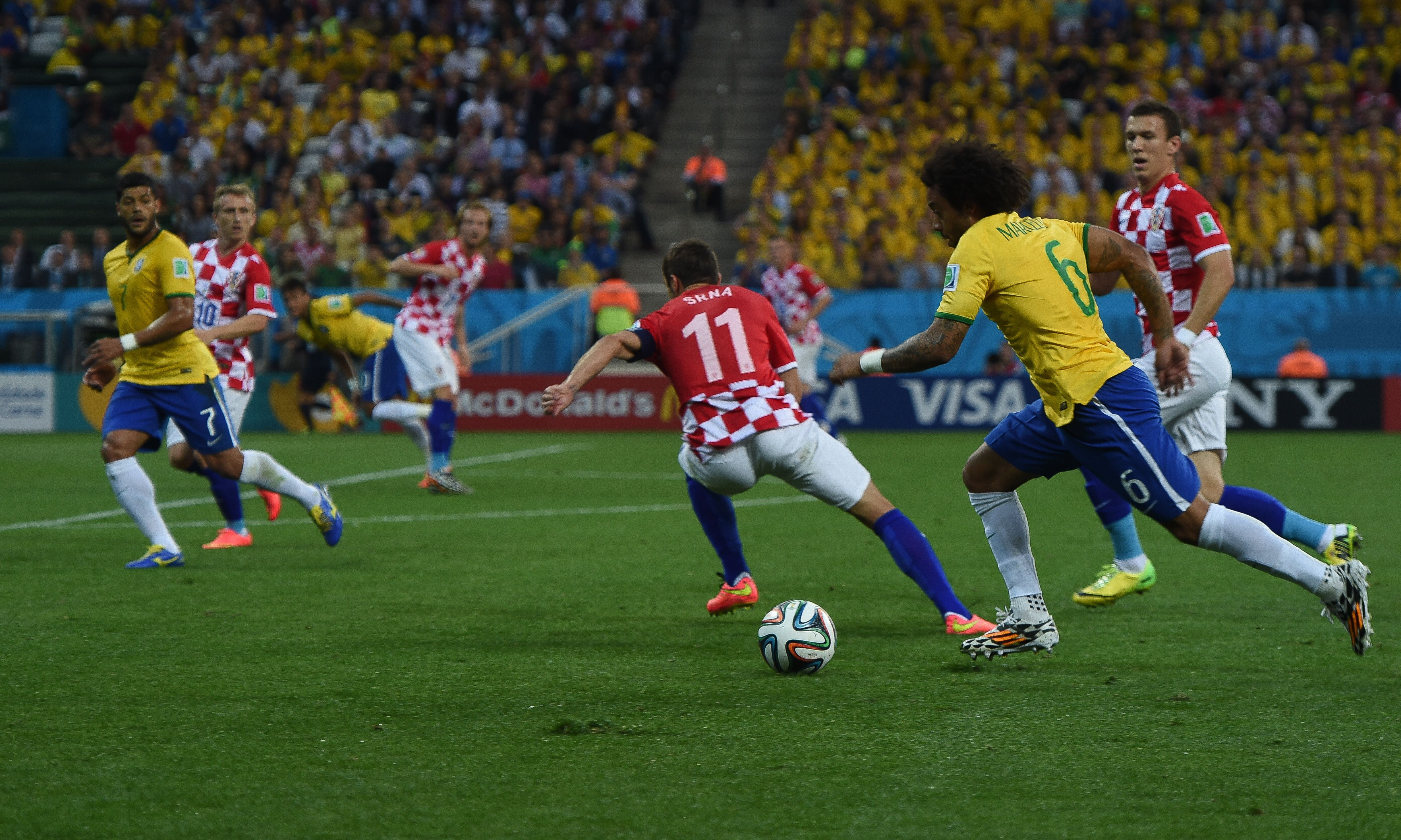
A Brazília–Horvátország-nyitómérkőzés

| Hely. | Csapat       | M | Gy | D | V | G+ | G– | Gk | P | Továbbjutás                                |
| ----- | ------------ | - | -- | - | - | -- | -- | -- | - | ------------------------------------------ |
| 1.    | Brazília (R) | 3 | 2  | 1 | 0 | 7  | 2  | +5 | 7 | Továbbjutott az egyenes kieséses szakaszba |
| 2.    | Mexikó       | 3 | 2  | 1 | 0 | 4  | 1  | +3 | 7 | Továbbjutott az egyenes kieséses szakaszba |
| 3.    | Horvátország | 3 | 1  | 0 | 2 | 6  | 6  | 0  | 3 |                                            |
| 4.    | Kamerun      | 3 | 0  | 0 | 3 | 1  | 9  | −8 | 0 |                                            |

| 2014. június 12. 17:00 (22:00) |

| Brazília                              | 3–1                         | Horvátország        |
| ------------------------------------- | --------------------------- | ------------------- |
| Neymar 29' 71' (11-esből) Oscar 90+1' | (1–1) Jegyzőkönyv Részletek | Marcelo 11' (öngól) |

| Arena de São Paulo, São Paulo Nézőszám: 62 103 Játékvezető: Nisimura Júicsi (japán) |

| 2014. június 13. 13:00 (18:00) |

| Mexikó      | 1–0                         | Kamerun |
| ----------- | --------------------------- | ------- |
| Peralta 61' | (0–0) Jegyzőkönyv Részletek |         |

| Arena das Dunas, Natal Nézőszám: 39 216 Játékvezető: Wilmar Roldán (kolumbiai) |

| 2014. június 17. 16:00 (21:00) |

| Brazília | 0–0                   | Mexikó |
| -------- | --------------------- | ------ |
|          | Jegyzőkönyv Részletek |        |

| Estádio Castelão, Fortaleza Nézőszám: 60 342 Játékvezető: Cüneyt Çakır (török) |

| 2014. június 18. 18:00 (00:00) |

| Kamerun  | 0–4                         | Horvátország                           |
| -------- | --------------------------- | -------------------------------------- |
| Song 40′ | (0–1) Jegyzőkönyv Részletek | Olić 11' Perišić 48' Mandžukić 61' 73' |

| Arena da Amazônia, Manaus Nézőszám: 39 982 Játékvezető: Pedro Proença (portugál) |

| 2014. június 23. 17:00 (22:00) |

| Kamerun   | 1–4                         | Brazília                                |
| --------- | --------------------------- | --------------------------------------- |
| Matip 26' | (1–2) Jegyzőkönyv Részletek | Neymar 17' 35' Fred 49' Fernandinho 84' |

| Estádio Nacional de Brasília, Brazíliaváros Nézőszám: 69 112 Játékvezető: Jonas Eriksson (svéd) |

| 2014. június 23. 17:00 (22:00) |

| Horvátország          | 1–3                         | Mexikó                                 |
| --------------------- | --------------------------- | -------------------------------------- |
| Perišić 87' Rebić 89′ | (0–0) Jegyzőkönyv Részletek | Márquez 72' Guardado 75' Hernández 82' |

| Arena Pernambuco, Recife Nézőszám: 41 212 Játékvezető: Ravshan Ermatov (üzbég) |

### B csoport
| Hely. | Csapat        | M | Gy | D | V | G+ | G– | Gk | P | Továbbjutás                                |
| ----- | ------------- | - | -- | - | - | -- | -- | -- | - | ------------------------------------------ |
| 1.    | Hollandia     | 3 | 3  | 0 | 0 | 10 | 3  | +7 | 9 | Továbbjutott az egyenes kieséses szakaszba |
| 2.    | Chile         | 3 | 2  | 0 | 1 | 5  | 3  | +2 | 6 | Továbbjutott az egyenes kieséses szakaszba |
| 3.    | Spanyolország | 3 | 1  | 0 | 2 | 4  | 7  | −3 | 3 |                                            |
| 4.    | Ausztrália    | 3 | 0  | 0 | 3 | 3  | 9  | −6 | 0 |                                            |

| 2014. június 13. 16:00 (21:00) |

| Spanyolország         | 1–5                         | Hollandia                                     |
| --------------------- | --------------------------- | --------------------------------------------- |
| Alonso 27' (11-esből) | (1–1) Jegyzőkönyv Részletek | Van Persie 44' 72' Robben 53' 80' De Vrij 64' |

| Arena Fonte Nova, Salvador Nézőszám: 48 173 Játékvezető: Nicola Rizzoli (olasz) |

| 2014. június 13. 18:00 (0:00) |

| Chile                                     | 3–1                         | Ausztrália |
| ----------------------------------------- | --------------------------- | ---------- |
| Sánchez 12' Valdivia 14' Beausejour 90+2' | (2–1) Jegyzőkönyv Részletek | Cahill 35' |

| Arena Pantanal, Cuiabá Nézőszám: 40 275 Játékvezető: Doué Noumandiez Désiré (elefántcsontparti) |

| 2014. június 18. 13:00 (18:00) |

| Ausztrália                        | 2–3                         | Hollandia                           |
| --------------------------------- | --------------------------- | ----------------------------------- |
| Cahill 21' Jedinak 54' (11-esből) | (1–1) Jegyzőkönyv Részletek | Robben 20' Van Persie 58' Depay 68' |

| Estádio Beira-Rio, Porto Alegre Nézőszám: 42 877 Játékvezető: Dzsamel Hajmúdi (algériai) |

| 2014. június 18. 16:00 (21:00) |

| Spanyolország | 0–2                         | Chile                   |
| ------------- | --------------------------- | ----------------------- |
|               | (0–2) Jegyzőkönyv Részletek | Vargas 20' Aránguiz 43' |

| Maracanã Stadion, Rio de Janeiro Nézőszám: 74 101 Játékvezető: Mark Geiger (amerikai) |

| 2014. június 23. 13:00 (18:00) |

| Ausztrália | 0–3                         | Spanyolország                 |
| ---------- | --------------------------- | ----------------------------- |
|            | (0–1) Jegyzőkönyv Részletek | Villa 36' Torres 69' Mata 82' |

| Arena da Baixada, Curitiba Nézőszám: 39 375 Játékvezető: Naváf Sukralláh (bahreini) |

| 2014. június 23. 13:00 (18:00) |

| Hollandia           | 2–0                         | Chile |
| ------------------- | --------------------------- | ----- |
| Fer 77' Depay 90+2' | (0–0) Jegyzőkönyv Részletek |       |

| Arena de São Paulo, São Paulo Nézőszám: 62 996 Játékvezető: Bakary Gassama (gambiai) |

### C csoport
| Hely. | Csapat           | M | Gy | D | V | G+ | G– | Gk | P | Továbbjutás                                |
| ----- | ---------------- | - | -- | - | - | -- | -- | -- | - | ------------------------------------------ |
| 1.    | Kolumbia         | 3 | 3  | 0 | 0 | 9  | 2  | +7 | 9 | Továbbjutott az egyenes kieséses szakaszba |
| 2.    | Görögország      | 3 | 1  | 1 | 1 | 2  | 4  | −2 | 4 | Továbbjutott az egyenes kieséses szakaszba |
| 3.    | Elefántcsontpart | 3 | 1  | 0 | 2 | 4  | 5  | −1 | 3 |                                            |
| 4.    | Japán            | 3 | 0  | 1 | 2 | 2  | 6  | −4 | 1 |                                            |

| 2014. június 14. 13:00 (18:00) |

| Kolumbia                                | 3–0                         | Görögország |
| --------------------------------------- | --------------------------- | ----------- |
| Armero 5' Gutiérrez 58' Rodríguez 90+3' | (1–0) Jegyzőkönyv Részletek |             |

| Estádio Mineirão, Belo Horizonte Nézőszám: 57 174 Játékvezető: Mark Geiger (amerikai) |

| 2014. június 14. 22:00 (3:00) |

| Elefántcsontpart      | 2–1                         | Japán     |
| --------------------- | --------------------------- | --------- |
| Bony 64' Gervinho 66' | (0–1) Jegyzőkönyv Részletek | Honda 16' |

| Arena Pernambuco, Recife Nézőszám: 40 267 Játékvezető: Enrique Osses (chilei) |

| 2014. június 19. 13:00 (18:00) |

| Kolumbia                   | 2–1                         | Elefántcsontpart |
| -------------------------- | --------------------------- | ---------------- |
| Rodríguez 64' Quintero 70' | (0–0) Jegyzőkönyv Részletek | Gervinho 73'     |

| Estádio Nacional de Brasília, Brazíliaváros Nézőszám: 68 748 Játékvezető: Howard Webb (angol) |

| 2014. június 19. 19:00 (0:00) |

| Japán | 0–0                   | Görögország         |
| ----- | --------------------- | ------------------- |
|       | Jegyzőkönyv Részletek | Kacuránisz 27′, 38′ |

| Arena das Dunas, Natal Nézőszám: 39 485 Játékvezető: Joel Aguilar (salvadori) |

| 2014. június 24. 16:00 (22:00) |

| Japán         | 1–4                         | Kolumbia                                               |
| ------------- | --------------------------- | ------------------------------------------------------ |
| Okazaki 45+2' | (1–1) Jegyzőkönyv Részletek | Cuadrado 17' (11-esből) Martínez 55' 82' Rodríguez 89' |

| Arena Pantanal, Cuiabá Nézőszám: 40 340 Játékvezető: Pedro Proença (portugál) |

| 2014. június 24. 17:00 (22:00) |

| Görögország                              | 2–1                         | Elefántcsontpart |
| ---------------------------------------- | --------------------------- | ---------------- |
| Számarisz 42' Szamarász 90+3' (11-esből) | (1–0) Jegyzőkönyv Részletek | Bony 74'         |

| Estádio Castelão, Fortaleza Nézőszám: 59 095 Játékvezető: Carlos Vera (ecuadori) |

### D csoport

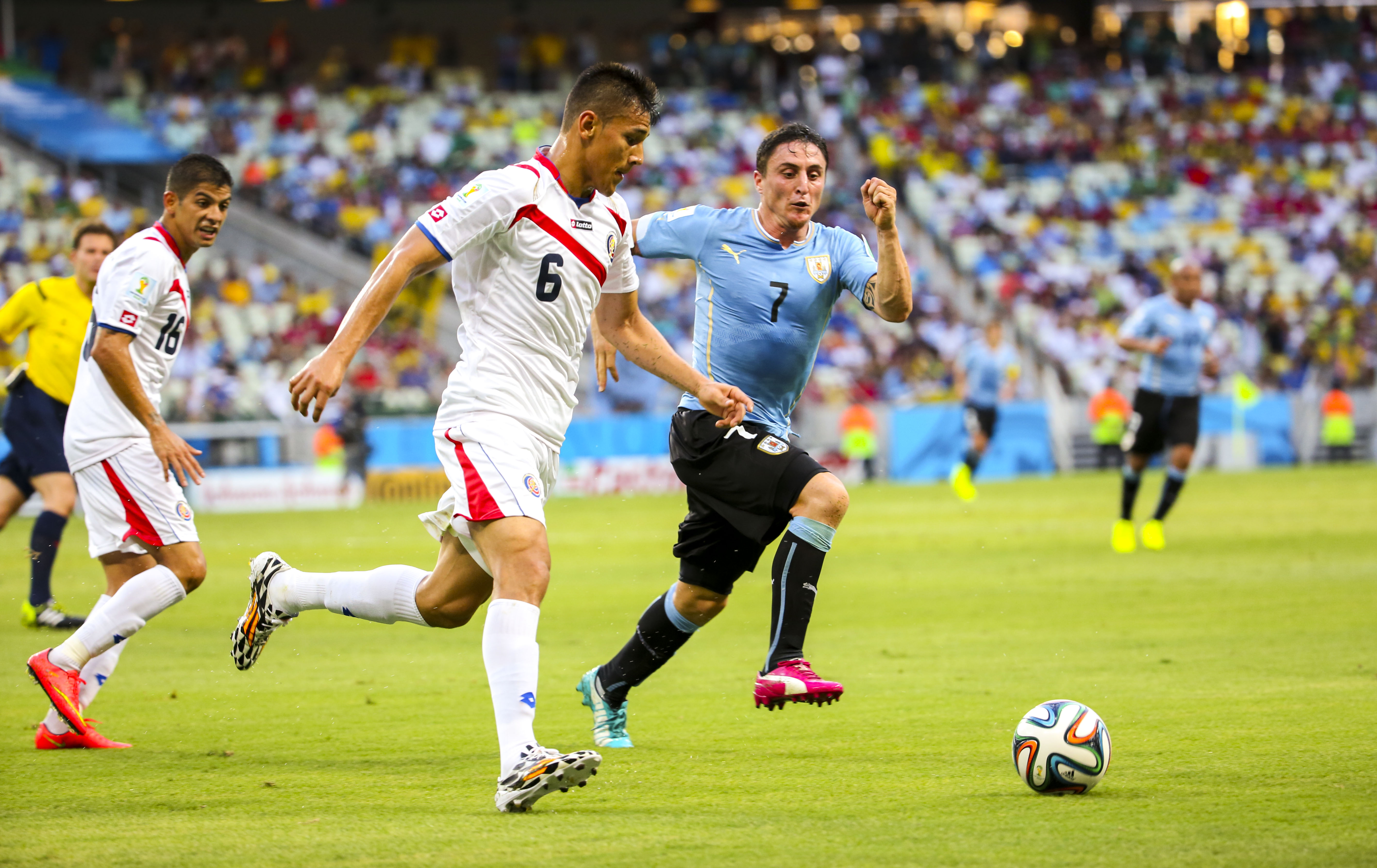
Az Uruguay–Costa Rica-mérkőzés

| Hely. | Csapat      | M | Gy | D | V | G+ | G– | Gk | P | Továbbjutás                                |
| ----- | ----------- | - | -- | - | - | -- | -- | -- | - | ------------------------------------------ |
| 1.    | Costa Rica  | 3 | 2  | 1 | 0 | 4  | 1  | +3 | 7 | Továbbjutott az egyenes kieséses szakaszba |
| 2.    | Uruguay     | 3 | 2  | 0 | 1 | 4  | 4  | 0  | 6 | Továbbjutott az egyenes kieséses szakaszba |
| 3.    | Olaszország | 3 | 1  | 0 | 2 | 2  | 3  | −1 | 3 |                                            |
| 4.    | Anglia      | 3 | 0  | 1 | 2 | 2  | 4  | −2 | 1 |                                            |

| 2014. június 14. 16:00 (21:00) |

| Uruguay                             | 1–3                         | Costa Rica                        |
| ----------------------------------- | --------------------------- | --------------------------------- |
| Cavani 24' (11-esből) Pereira 90+4′ | (1–0) Jegyzőkönyv Részletek | Campbell 54' Duarte 57' Ureña 84' |

| Estádio Castelão, Fortaleza Nézőszám: 58 679 Játékvezető: Felix Brych (német) |

| 2014. június 14. 18:00 (0:00) |

| Anglia        | 1–2                         | Olaszország                 |
| ------------- | --------------------------- | --------------------------- |
| Sturridge 37' | (1–1) Jegyzőkönyv Részletek | Marchisio 35' Balotelli 50' |

| Arena da Amazônia, Manaus Nézőszám: 39 800 Játékvezető: Björn Kuipers (holland) |

| 2014. június 19. 16:00 (21:00) |

| Uruguay        | 2–1                         | Anglia     |
| -------------- | --------------------------- | ---------- |
| Suárez 39' 85' | (1–0) Jegyzőkönyv Részletek | Rooney 75' |

| Arena de São Paulo, São Paulo Nézőszám: 62 575 Játékvezető: Carlos Velasco Carballo (spanyol) |

| 2014. június 20. 13:00 (18:00) |

| Olaszország | 0–1                         | Costa Rica |
| ----------- | --------------------------- | ---------- |
|             | (0–1) Jegyzőkönyv Részletek | Ruiz 44'   |

| Arena Pernambuco, Recife Nézőszám: 40 285 Játékvezető: Enrique Osses (chilei) |

| 2014. június 24. 13:00 (18:00) |

| Olaszország   | 0–1                         | Uruguay   |
| ------------- | --------------------------- | --------- |
| Marchisio 59′ | (0–0) Jegyzőkönyv Részletek | Godín 81' |

| Arena das Dunas, Natal Nézőszám: 39 706 Játékvezető: Marco Rodríguez (mexikói) |

| 2014. június 24. 13:00 (18:00) |

| Costa Rica | 0–0                   | Anglia |
| ---------- | --------------------- | ------ |
|            | Jegyzőkönyv Részletek |        |

| Estádio Mineirão, Belo Horizonte Nézőszám: 57 823 Játékvezető: Dzsamel Hajmúdi (algériai) |

### E csoport
| Hely. | Csapat        | M | Gy | D | V | G+ | G– | Gk | P | Továbbjutás                                |
| ----- | ------------- | - | -- | - | - | -- | -- | -- | - | ------------------------------------------ |
| 1.    | Franciaország | 3 | 2  | 1 | 0 | 8  | 2  | +6 | 7 | Továbbjutott az egyenes kieséses szakaszba |
| 2.    | Svájc         | 3 | 2  | 0 | 1 | 7  | 6  | +1 | 6 | Továbbjutott az egyenes kieséses szakaszba |
| 3.    | Ecuador       | 3 | 1  | 1 | 1 | 3  | 3  | 0  | 4 |                                            |
| 4.    | Honduras      | 3 | 0  | 0 | 3 | 1  | 8  | −7 | 0 |                                            |

| 2014. június 15. 13:00 (18:00) |

| Svájc                       | 2–1                         | Ecuador         |
| --------------------------- | --------------------------- | --------------- |
| Mehmedi 48' Seferović 90+3' | (0–1) Jegyzőkönyv Részletek | E. Valencia 22' |

| Estádio Nacional de Brasília, Brazíliaváros Nézőszám: 68 351 Játékvezető: Ravshan Ermatov (üzbég) |

| 2014. június 15. 16:00 (21:00) |

| Franciaország                                     | 3–0                         | Honduras          |
| ------------------------------------------------- | --------------------------- | ----------------- |
| Benzema 45' (11-esből) 72' Valladares 48' (öngól) | (1–0) Jegyzőkönyv Részletek | Palacios 28′, 43′ |

| Estádio Beira-Rio, Porto Alegre Nézőszám: 43 012 Játékvezető: Sandro Ricci (brazil) |

| 2014. június 20. 16:00 (21:00) |

| Svájc                  | 2–5                         | Franciaország                                               |
| ---------------------- | --------------------------- | ----------------------------------------------------------- |
| Džemaili 81' Xhaka 87' | (0–3) Jegyzőkönyv Részletek | Giroud 17' Matuidi 18' Valbuena 40' Benzema 67' Sissoko 73' |

| Arena Fonte Nova, Salvador Nézőszám: 51 003 Játékvezető: Björn Kuipers (holland) |

| 2014. június 20. 19:00 (0:00) |

| Honduras   | 1–2                         | Ecuador             |
| ---------- | --------------------------- | ------------------- |
| Costly 31' | (1–1) Jegyzőkönyv Részletek | E. Valencia 34' 65' |

| Arena da Baixada, Curitiba Nézőszám: 39 224 Játékvezető: Ben Williams (ausztrál) |

| 2014. június 25. 16:00 (22:00) |

| Honduras | 0–3                         | Svájc              |
| -------- | --------------------------- | ------------------ |
|          | (0–2) Jegyzőkönyv Részletek | Shaqiri 6' 31' 71' |

| Arena da Amazônia, Manaus Nézőszám: 40 322 Játékvezető: Néstor Pitana (argentin) |

| 2014. június 25. 17:00 (22:00) |

| Ecuador         | 0–0                   | Franciaország |
| --------------- | --------------------- | ------------- |
| A. Valencia 50′ | Jegyzőkönyv Részletek |               |

| Maracanã Stadion, Rio de Janeiro Nézőszám: 73 749 Játékvezető: Doué Noumandiez Désiré (elefántcsontparti) |

### F csoport
| Hely. | Csapat              | M | Gy | D | V | G+ | G– | Gk | P | Továbbjutás                                |
| ----- | ------------------- | - | -- | - | - | -- | -- | -- | - | ------------------------------------------ |
| 1.    | Argentína           | 3 | 3  | 0 | 0 | 6  | 3  | +3 | 9 | Továbbjutott az egyenes kieséses szakaszba |
| 2.    | Nigéria             | 3 | 1  | 1 | 1 | 3  | 3  | 0  | 4 | Továbbjutott az egyenes kieséses szakaszba |
| 3.    | Bosznia-Hercegovina | 3 | 1  | 0 | 2 | 4  | 4  | 0  | 3 |                                            |
| 4.    | Irán                | 3 | 0  | 1 | 2 | 1  | 4  | −3 | 1 |                                            |

| 2014. június 15. 19:00 (0:00) |

| Argentína                      | 2–1                         | Bosznia-Hercegovina |
| ------------------------------ | --------------------------- | ------------------- |
| Kolašinac 3' (öngól) Messi 65' | (1–0) Jegyzőkönyv Részletek | Ibišević 85'        |

| Maracanã Stadion, Rio de Janeiro Nézőszám: 74 738 Játékvezető: Joel Aguilar (salvadori) |

| 2014. június 16. 16:00 (21:00) |

| Irán | 0–0                   | Nigéria |
| ---- | --------------------- | ------- |
|      | Jegyzőkönyv Részletek |         |

| Arena da Baixada, Curitiba Nézőszám: 39 081 Játékvezető: Carlos Vera (ecuadori) |

| 2014. június 21. 13:00 (18:00) |

| Argentína   | 1–0                         | Irán |
| ----------- | --------------------------- | ---- |
| Messi 90+1' | (0–0) Jegyzőkönyv Részletek |      |

| Estádio Mineirão, Belo Horizonte Nézőszám: 57 698 Játékvezető: Milorad Mažić (szerb) |

| 2014. június 21. 18:00 (0:00) |

| Nigéria        | 1–0                         | Bosznia-Hercegovina |
| -------------- | --------------------------- | ------------------- |
| Odemwingie 29' | (1–0) Jegyzőkönyv Részletek |                     |

| Arena Pantanal, Cuiabá Nézőszám: 40 499 Játékvezető: Peter O’Leary (új-zélandi) |

| 2014. június 25. 13:00 (18:00) |

| Nigéria     | 2–3                         | Argentína               |
| ----------- | --------------------------- | ----------------------- |
| Musa 4' 47' | (1–2) Jegyzőkönyv Részletek | Messi 3' 45+1' Rojo 50' |

| Estádio Beira-Rio, Porto Alegre Nézőszám: 43 285 Játékvezető: Nicola Rizzoli (olasz) |

| 2014. június 25. 13:00 (18:00) |

| Bosznia-Hercegovina                | 3–1                         | Irán             |
| ---------------------------------- | --------------------------- | ---------------- |
| Džeko 23' Pjanić 59' Vršajević 83' | (1–0) Jegyzőkönyv Részletek | Gucsannezsád 82' |

| Arena Fonte Nova, Salvador Nézőszám: 48 011 Játékvezető: Carlos Velasco Carballo (spanyol) |

### G csoport
| Hely. | Csapat           | M | Gy | D | V | G+ | G– | Gk | P | Továbbjutás                                |
| ----- | ---------------- | - | -- | - | - | -- | -- | -- | - | ------------------------------------------ |
| 1.    | Németország      | 3 | 2  | 1 | 0 | 7  | 2  | +5 | 7 | Továbbjutott az egyenes kieséses szakaszba |
| 2.    | Egyesült Államok | 3 | 1  | 1 | 1 | 4  | 4  | 0  | 4 | Továbbjutott az egyenes kieséses szakaszba |
| 3.    | Portugália       | 3 | 1  | 1 | 1 | 4  | 7  | −3 | 4 |                                            |
| 4.    | Ghána            | 3 | 0  | 1 | 2 | 4  | 6  | −2 | 1 |                                            |

| 2014. június 16. 13:00 (18:00) |

| Németország                                 | 4–0                         | Portugália |
| ------------------------------------------- | --------------------------- | ---------- |
| Müller 12' (11-esből) 45+1' 78' Hummels 32' | (3–0) Jegyzőkönyv Részletek | Pepe 37′   |

| Arena Fonte Nova, Salvador Nézőszám: 51 081 Játékvezető: Milorad Mažić (szerb) |

| 2014. június 16. 19:00 (0:00) |

| Ghána       | 1–2                         | Egyesült Államok      |
| ----------- | --------------------------- | --------------------- |
| A. Ayew 82' | (0–1) Jegyzőkönyv Részletek | Dempsey 1' Brooks 86' |

| Arena das Dunas, Natal Nézőszám: 39 760 Játékvezető: Jonas Eriksson (svéd) |

| 2014. június 21. 16:00 (21:00) |

| Németország         | 2–2                         | Ghána                |
| ------------------- | --------------------------- | -------------------- |
| Götze 51' Klose 71' | (0–0) Jegyzőkönyv Részletek | A. Ayew 54' Gyan 63' |

| Estádio Castelão, Fortaleza Nézőszám: 59 621 Játékvezető: Sandro Ricci (brazil) |

| 2014. június 22. 18:00 (0:00) |

| Egyesült Államok      | 2–2                         | Portugália           |
| --------------------- | --------------------------- | -------------------- |
| Jones 64' Dempsey 81' | (0–1) Jegyzőkönyv Részletek | Nani 5' Varela 90+5' |

| Arena da Amazônia, Manaus Nézőszám: 40 123 Játékvezető: Néstor Pitana (argentin) |

| 2014. június 26. 13:00 (18:00) |

| Egyesült Államok | 0–1                         | Németország |
| ---------------- | --------------------------- | ----------- |
|                  | (0–0) Jegyzőkönyv Részletek | Müller 55'  |

| Arena Pernambuco, Recife Nézőszám: 41 876 Játékvezető: Ravshan Ermatov (üzbég) |

| 2014. június 26. 13:00 (18:00) |

| Portugália                   | 2–1                         | Ghána    |
| ---------------------------- | --------------------------- | -------- |
| Boye 31' (öngól) Ronaldo 80' | (1–0) Jegyzőkönyv Részletek | Gyan 57' |

| Estádio Nacional de Brasília, Brazíliaváros Nézőszám: 67 540 Játékvezető: Naváf Sukralláh (bahreini) |

### H csoport
| Hely. | Csapat      | M | Gy | D | V | G+ | G– | Gk | P | Továbbjutás                                |
| ----- | ----------- | - | -- | - | - | -- | -- | -- | - | ------------------------------------------ |
| 1.    | Belgium     | 3 | 3  | 0 | 0 | 4  | 1  | +3 | 9 | Továbbjutott az egyenes kieséses szakaszba |
| 2.    | Algéria     | 3 | 1  | 1 | 1 | 6  | 5  | +1 | 4 | Továbbjutott az egyenes kieséses szakaszba |
| 3.    | Oroszország | 3 | 0  | 2 | 1 | 2  | 3  | −1 | 2 |                                            |
| 4.    | Dél-Korea   | 3 | 0  | 1 | 2 | 3  | 6  | −3 | 1 |                                            |

| 2014. június 17. 13:00 (18:00) |

| Belgium                  | 2–1                         | Algéria               |
| ------------------------ | --------------------------- | --------------------- |
| Fellaini 70' Mertens 80' | (0–1) Jegyzőkönyv Részletek | Feguli 25' (11-esből) |

| Estádio Mineirão, Belo Horizonte Nézőszám: 56 800 Játékvezető: Marco Rodríguez (mexikói) |

| 2014. június 17. 18:00 (0:00) |

| Oroszország   | 1–1                         | Dél-Korea   |
| ------------- | --------------------------- | ----------- |
| Kerzsakov 74' | (0–0) Jegyzőkönyv Részletek | I Gunho 68' |

| Arena Pantanal, Cuiabá Nézőszám: 37 603 Játékvezető: Néstor Pitana (argentin) |

| 2014. június 22. 13:00 (18:00) |

| Belgium   | 1–0                         | Oroszország |
| --------- | --------------------------- | ----------- |
| Origi 88' | (0–0) Jegyzőkönyv Részletek |             |

| Maracanã Stadion, Rio de Janeiro Nézőszám: 73 819 Játékvezető: Felix Brych (német) |

| 2014. június 22. 16:00 (21:00) |

| Dél-Korea                         | 2–4                         | Algéria                                        |
| --------------------------------- | --------------------------- | ---------------------------------------------- |
| Szon Hungmin 50' Ku Dzsacshol 72' | (0–3) Jegyzőkönyv Részletek | Szlimani 26' Halisz 28' Dzsabu 38' Brahimi 62' |

| Estádio Beira-Rio, Porto Alegre Nézőszám: 42 732 Játékvezető: Wilmar Roldán (kolumbiai) |

| 2014. június 26. 17:00 (22:00) |

| Dél-Korea | 0–1                         | Belgium                   |
| --------- | --------------------------- | ------------------------- |
|           | (0–0) Jegyzőkönyv Részletek | Defour 45′ Vertonghen 78' |

| Arena de São Paulo, São Paulo Nézőszám: 61 397 Játékvezető: Ben Williams (ausztrál) |

| 2014. június 26. 17:00 (22:00) |

| Algéria      | 1–1                         | Oroszország |
| ------------ | --------------------------- | ----------- |
| Szlimani 60' | (0–1) Jegyzőkönyv Részletek | Kokorin 6'  |

| Arena da Baixada, Curitiba Nézőszám: 39 311 Játékvezető: Cüneyt Çakır (török) |

## Egyenes kieséses szakasz
Az egyenes kieséses szakaszban az a tizenhat csapat vett részt, amelyek a csoportkör során a saját csoportja első két helyének valamelyikén végeztek.
Az egyes találkozók győztes csapatai jutottak tovább a következő körbe. Ha a rendes játékidő végén döntetlen volt az eredmény, akkor 2×15 perces hosszabbítás következett. Ha a hosszabbítás után is egyenlő volt az állás, akkor büntetőpárbajra került sor.
A sárga lapokat a negyeddöntőket követően törölték.
|  |                             |                  |                            |                       |                           |                           |                             |               |               |               |                            |                            |                            |  |  |       |       |       |
|  | Nyolcaddöntők               | Nyolcaddöntők    | Nyolcaddöntők              |                       |                           | Negyeddöntők              | Negyeddöntők                | Negyeddöntők  |               |               | Elődöntők                  | Elődöntők                  | Elődöntők                  |  |  | Döntő | Döntő | Döntő |
|  | Nyolcaddöntők               | Nyolcaddöntők    | Nyolcaddöntők              |                       |                           | Negyeddöntők              | Negyeddöntők                | Negyeddöntők  |               |               | Elődöntők                  | Elődöntők                  | Elődöntők                  |  |  | Döntő | Döntő | Döntő |
|  | június 28. – Belo Horizonte |                  |                            |                       |                           |                           |                             |               |               |               |                            |                            |                            |  |  |       |       |       |
|  |                             |                  |                            |                       |                           |                           |                             |               |               |               |                            |                            |                            |  |  |       |       |       |
|  | A1                          | Brazília         | 1 (3)                      |                       |                           |                           |                             |               |               |               |                            |                            |                            |  |  |       |       |       |
|  | A1                          | Brazília         | 1 (3)                      | július 4. – Fortaleza |                           |                           |                             |               |               |               |                            |                            |                            |  |  |       |       |       |
|  | B2                          | Chile            | 1 (2)                      |                       |                           |                           |                             |               |               |               |                            |                            |                            |  |  |       |       |       |
|  | B2                          | Chile            | 1 (2)                      |                       |                           | Brazília                  | Brazília                    | 2             |               |               |                            |                            |                            |  |  |       |       |       |
|  | június 28. – Rio de Janeiro |                  |                            |                       |                           | Brazília                  | Brazília                    | 2             |               |               |                            |                            |                            |  |  |       |       |       |
|  |                             |                  | Kolumbia                   | Kolumbia              | 1                         |                           |                             |               |               |               |                            |                            |                            |  |  |       |       |       |
|  | C1                          | Kolumbia         | Kolumbia                   | Kolumbia              | 1                         | 2                         |                             |               |               |               |                            |                            |                            |  |  |       |       |       |
|  | C1                          | Kolumbia         |                            |                       |                           | 2                         | július 8. – Belo Horizonte  |               |               |               |                            |                            |                            |  |  |       |       |       |
|  | D2                          | Uruguay          | 0                          |                       |                           |                           |                             |               |               |               |                            |                            |                            |  |  |       |       |       |
|  | D2                          | Uruguay          | 0                          |                       |                           | Brazília                  | Brazília                    | 1             |               |               |                            |                            |                            |  |  |       |       |       |
|  | június 30. – Brazíliaváros  |                  |                            |                       |                           | Brazília                  | Brazília                    | 1             |               |               |                            |                            |                            |  |  |       |       |       |
|  |                             |                  | Németország                | Németország           | 7                         |                           |                             |               |               |               |                            |                            |                            |  |  |       |       |       |
|  | E1                          | Franciaország    | Németország                | Németország           | 7                         | 2                         |                             |               |               |               |                            |                            |                            |  |  |       |       |       |
|  | E1                          | Franciaország    | július 4. – Rio de Janeiro |                       |                           | 2                         |                             |               |               |               |                            |                            |                            |  |  |       |       |       |
|  | F2                          | Nigéria          | 0                          |                       |                           |                           |                             |               |               |               |                            |                            |                            |  |  |       |       |       |
|  | F2                          | Nigéria          | 0                          |                       |                           | Franciaország             | Franciaország               | 0             |               |               |                            |                            |                            |  |  |       |       |       |
|  | június 30. – Porto Alegre   |                  |                            |                       |                           | Franciaország             | Franciaország               | 0             |               |               |                            |                            |                            |  |  |       |       |       |
|  |                             |                  | Németország                | Németország           | 1                         |                           |                             |               |               |               |                            |                            |                            |  |  |       |       |       |
|  | G1                          | Németország      | Németország                | Németország           | 1                         | 2                         |                             |               |               |               |                            |                            |                            |  |  |       |       |       |
|  | G1                          | Németország      |                            |                       |                           | 2                         | július 13. – Rio de Janeiro |               |               |               |                            |                            |                            |  |  |       |       |       |
|  | H2                          | Algéria          | 1                          |                       |                           |                           |                             |               |               |               |                            |                            |                            |  |  |       |       |       |
|  | H2                          | Algéria          | 1                          |                       |                           | Németország               | Németország                 | 1             |               |               |                            |                            |                            |  |  |       |       |       |
|  | június 29. – Fortaleza      |                  |                            |                       |                           | Németország               | Németország                 | 1             |               |               |                            |                            |                            |  |  |       |       |       |
|  |                             |                  | Argentína                  | Argentína             | 0                         |                           |                             |               |               |               |                            |                            |                            |  |  |       |       |       |
|  | B1                          | Hollandia        | Argentína                  | Argentína             | 0                         | 2                         |                             |               |               |               |                            |                            |                            |  |  |       |       |       |
|  | B1                          | Hollandia        | július 5. – Salvador       |                       |                           | 2                         |                             |               |               |               |                            |                            |                            |  |  |       |       |       |
|  | A2                          | Mexikó           | 1                          |                       |                           |                           |                             |               |               |               |                            |                            |                            |  |  |       |       |       |
|  | A2                          | Mexikó           | 1                          |                       |                           | Hollandia                 | Hollandia                   | 0 (4)         |               |               |                            |                            |                            |  |  |       |       |       |
|  | június 29. – Recife         |                  |                            |                       |                           | Hollandia                 | Hollandia                   | 0 (4)         |               |               |                            |                            |                            |  |  |       |       |       |
|  |                             |                  | Costa Rica                 | Costa Rica            | 0 (3)                     |                           |                             |               |               |               |                            |                            |                            |  |  |       |       |       |
|  | D1                          | Costa Rica       | Costa Rica                 | Costa Rica            | 0 (3)                     | 1 (5)                     |                             |               |               |               |                            |                            |                            |  |  |       |       |       |
|  | D1                          | Costa Rica       |                            |                       |                           | 1 (5)                     | július 9. – São Paulo       |               |               |               |                            |                            |                            |  |  |       |       |       |
|  | C2                          | Görögország      | 1 (3)                      |                       |                           |                           |                             |               |               |               |                            |                            |                            |  |  |       |       |       |
|  | C2                          | Görögország      | 1 (3)                      |                       |                           | Hollandia                 | Hollandia                   | 0 (2)         |               |               |                            |                            |                            |  |  |       |       |       |
|  | július 1. – São Paulo       |                  |                            |                       |                           | Hollandia                 | Hollandia                   | 0 (2)         |               |               |                            |                            |                            |  |  |       |       |       |
|  |                             |                  | Argentína                  | Argentína             | 0 (4)                     |                           |                             | Bronzmérkőzés | Bronzmérkőzés | Bronzmérkőzés |                            |                            |                            |  |  |       |       |       |
|  | F1                          | Argentína        | Argentína                  | Argentína             | 0 (4)                     | 1                         |                             |               |               | Bronzmérkőzés |                            |                            |                            |  |  |       |       |       |
|  | F1                          | Argentína        |                            |                       | július 5. – Brazíliaváros | július 5. – Brazíliaváros | július 5. – Brazíliaváros   |               |               |               | július 12. – Brazíliaváros | július 12. – Brazíliaváros | július 12. – Brazíliaváros |  |  |       |       |       |
|  | E2                          | Svájc            | 0                          |                       | július 5. – Brazíliaváros | július 5. – Brazíliaváros | július 5. – Brazíliaváros   |               |               |               | július 12. – Brazíliaváros | július 12. – Brazíliaváros | július 12. – Brazíliaváros |  |  |       |       |       |
|  | E2                          | Svájc            | 0                          |                       |                           | Argentína                 | Argentína                   | 1             | Brazília      | Brazília      | 0                          |                            |                            |  |  |       |       |       |
|  | július 1. – Salvador        |                  |                            |                       |                           | Argentína                 | Argentína                   | 1             | Brazília      | Brazília      | 0                          |                            |                            |  |  |       |       |       |
|  |                             |                  | Belgium                    | Belgium               | 0                         |                           |                             | Hollandia     | Hollandia     | 3             |                            |                            |                            |  |  |       |       |       |
|  | H1                          | Belgium          | Belgium                    | Belgium               | 0                         | 2                         |                             | Hollandia     | Hollandia     | 3             |                            |                            |                            |  |  |       |       |       |
|  | H1                          | Belgium          |                            |                       |                           |                           |                             |               |               |               |                            |                            |                            |  |  |       |       |       |
|  | G2                          | Egyesült Államok | 1                          |                       |                           |                           |                             |               |               |               |                            |                            |                            |  |  |       |       |       |
|  | G2                          | Egyesült Államok | 1                          |                       |                           |                           |                             |               |               |               |                            |                            |                            |  |  |       |       |       |

### Nyolcaddöntők
| 2014. június 28. 13:00 (18:00) |

| Brazília                               | 1–1 (h. u.)                           | Chile                              |
| -------------------------------------- | ------------------------------------- | ---------------------------------- |
| David Luiz 18'                         | (1–1, 1–1, 1–1) Jegyzőkönyv Részletek | Sánchez 32'                        |
| Büntetőpárbaj                          |                                       |                                    |
| David Luiz Willian Marcelo Hulk Neymar | 3–2                                   | Pinilla Sánchez Aránguiz Díaz Jara |

| Estádio Mineirão, Belo Horizonte Nézőszám: 57 714 Játékvezető: Howard Webb (angol) |

| 2014. június 28. 17:00 (22:00) |

| Kolumbia          | 2–0                         | Uruguay |
| ----------------- | --------------------------- | ------- |
| Rodríguez 28' 50' | (1–0) Jegyzőkönyv Részletek |         |

| Maracanã Stadion, Rio de Janeiro Nézőszám: 73 804 Játékvezető: Björn Kuipers (holland) |

| 2014. június 29. 13:00 (18:00) |

| Hollandia                               | 2–1                         | Mexikó         |
| --------------------------------------- | --------------------------- | -------------- |
| Sneijder 88' Huntelaar 90+4' (11-esből) | (0–0) Jegyzőkönyv Részletek | Dos Santos 48' |

| Estádio Castelão, Fortaleza Nézőszám: 58 817 Játékvezető: Pedro Proença (portugál) |

| 2014. június 29. 17:00 (22:00) |

| Costa Rica                          | 1–1 (h. u.)                           | Görögország                                |
| ----------------------------------- | ------------------------------------- | ------------------------------------------ |
| Ruiz 52' Duarte 42′, 66′            | (0–0, 1–1, 1–1) Jegyzőkönyv Részletek | Papasztathópulosz 90+1'                    |
| Büntetőpárbaj                       |                                       |                                            |
| Borges Ruiz González Campbell Umaña | 5–3                                   | Mítroglu Hrisztodulópulosz Holévasz Gékasz |

| Arena Pernambuco, Recife Nézőszám: 41 242 Játékvezető: Ben Williams (ausztrál) |

| 2014. június 30. 13:00 (18:00) |

| Franciaország                | 2–0                         | Nigéria |
| ---------------------------- | --------------------------- | ------- |
| Pogba 79' Yobo 90+1' (öngól) | (0–0) Jegyzőkönyv Részletek |         |

| Estádio Nacional de Brasília, Brazíliaváros Nézőszám: 67 882 Játékvezető: Mark Geiger (amerikai) |

| 2014. június 30. 17:00 (22:00) |

| Németország            | 2–1 (h. u.)                           | Algéria       |
| ---------------------- | ------------------------------------- | ------------- |
| Schürrle 92' Özil 120' | (0–0, 0–0, 1–0) Jegyzőkönyv Részletek | Dzsabu 120+1' |

| Estádio Beira-Rio, Porto Alegre Nézőszám: 43 063 Játékvezető: Sandro Ricci (brazil) |

| 2014. július 1. 13:00 (18:00) |

| Argentína     | 1–0 (h. u.)                           | Svájc |
| ------------- | ------------------------------------- | ----- |
| Di María 118' | (0–0, 0–0, 0–0) Jegyzőkönyv Részletek |       |

| Arena de São Paulo, São Paulo Nézőszám: 63 255 Játékvezető: Jonas Eriksson (svéd) |

| 2014. július 1. 17:00 (22:00) |

| Belgium                   | 2–1 (h. u.)                           | Egyesült Államok |
| ------------------------- | ------------------------------------- | ---------------- |
| De Bruyne 93' Lukaku 105' | (0–0, 0–0, 2–0) Jegyzőkönyv Részletek | Green 107'       |

| Arena Fonte Nova, Salvador Nézőszám: 51 227 Játékvezető: Dzsamel Hajmúdi (algériai) |

### Negyeddöntők
| 2014. július 4. 13:00 (18:00) |

| Franciaország | 0–1                         | Németország |
| ------------- | --------------------------- | ----------- |
|               | (0–1) Jegyzőkönyv Részletek | Hummels 13' |

| Maracanã Stadion, Rio de Janeiro Nézőszám: 74 240 Játékvezető: Néstor Pitana (argentin) |

| 2014. július 4. 17:00 (22:00) |

| Brazília                       | 2–1                         | Kolumbia                 |
| ------------------------------ | --------------------------- | ------------------------ |
| Thiago Silva 7' David Luiz 69' | (1–0) Jegyzőkönyv Részletek | Rodríguez 80' (11-esből) |

| Estádio Castelão, Fortaleza Nézőszám: 60 342 Játékvezető: Carlos Velasco Carballo (spanyol) |

| 2014. július 5. 13:00 (18:00) |

| Argentína  | 1–0                         | Belgium |
| ---------- | --------------------------- | ------- |
| Higuaín 8' | (1–0) Jegyzőkönyv Részletek |         |

| Estádio Nacional de Brasília, Brazíliaváros Nézőszám: 68 551 Játékvezető: Nicola Rizzoli (olasz) |

| 2014. július 5. 17:00 (22:00) |

| Hollandia                        | 0–0 (h. u.)           | Costa Rica                         |
| -------------------------------- | --------------------- | ---------------------------------- |
|                                  | Jegyzőkönyv Részletek |                                    |
| Büntetőpárbaj                    |                       |                                    |
| Van Persie Robben Sneijder Kuijt | 4–3                   | Borges Ruiz González Bolaños Umaña |

| Arena Fonte Nova, Salvador Nézőszám: 51 179 Játékvezető: Ravshan Ermatov (üzbég) |

### Elődöntők
| 2014. július 8. 17:00 (22:00) |

| Brazília  | 1–7                         | Németország                                                     |
| --------- | --------------------------- | --------------------------------------------------------------- |
| Oscar 90' | (0–5) Jegyzőkönyv Részletek | Müller 11' Klose 23' Kroos 25' 26' Khedira 29' Schürrle 69' 79' |

| Estádio Mineirão, Belo Horizonte Nézőszám: 58 141 Játékvezető: Marco Rodríguez (mexikói) |

| 2014. július 9. 17:00 (22:00) |

| Hollandia                   | 0–0 (h. u.)           | Argentína                    |
| --------------------------- | --------------------- | ---------------------------- |
|                             | Jegyzőkönyv Részletek |                              |
| Büntetőpárbaj               |                       |                              |
| Vlaar Robben Sneijder Kuijt | 2–4                   | Messi Garay Agüero Rodríguez |

| Arena de São Paulo, São Paulo Nézőszám: 63 267 Játékvezető: Cüneyt Çakır (török) |

### Bronzmérkőzés
| 2014. július 12. 17:00 (22:00) |

| Brazília | 0–3                         | Hollandia                                          |
| -------- | --------------------------- | -------------------------------------------------- |
|          | (0–2) Jegyzőkönyv Részletek | Van Persie 3' (11-esből) Blind 17' Wijnaldum 90+1' |

| Estádio Nacional de Brasília, Brazíliaváros Nézőszám: 68 034 Játékvezető: Dzsamel Hajmúdi (algériai) |

### Döntő
| 2014. július 13. 16:00 (21:00) |

| Németország | 1–0 (h. u.)                 | Argentína |
| ----------- | --------------------------- | --------- |
| Götze 113'  | (0–0, 0–0, 0–0) Jegyzőkönyv |           |

| Maracanã Stadion, Rio de Janeiro Nézőszám: 74 738 Játékvezető: Nicola Rizzoli (olasz) |

| A 2014-es labdarúgó-világbajnokság győztese |
| ------------------------------------------- |
| · Németország · 4. cím                      |

## Gólszerzők
Forrás: adidas Golden Boot Archiválva 2014. december 31-i dátummal a Wayback Machine-ben; fifa.com
6 gólos
- James Rodríguez

5 gólos
- Thomas Müller

4 gólos
- Lionel Messi
- Neymar
- Robin van Persie

3 gólos
- Enner Valencia
- Karim Benzema
- Arjen Robben
- André Schürrle
- Xherdan Shaqiri

2 gólos
- Abdelmumene Dzsabu
- Iszlam Szlimani
- Tim Cahill
- David Luiz
- Oscar
- Alexis Sánchez
- Bryan Ruiz
- Clint Dempsey
- Wilfried Bony
- Gervinho
- André Ayew
- Asamoah Gyan
- Memphis Depay
- Mario Mandžukić
- Ivan Perišić
- Jackson Martínez
- Mario Götze
- Mats Hummels
- Miroslav Klose
- Toni Kroos
- Ahmed Musa
- Luis Suárez

1 gólos
- Jaszin Brahimi
- Szofiane Feguli
- Rafik Halisz
- Wayne Rooney
- Daniel Sturridge
- Ángel Di María
- Gonzalo Higuaín
- Marcos Rojo
- Mile Jedinak
- Kevin De Bruyne
- Marouane Fellaini
- Dries Mertens
- Romelu Lukaku
- Divock Origi
- Jan Vertonghen
- Edin Džeko
- Vedad Ibišević
- Miralem Pjanić
- Avdija Vršajević
- Fred
- Fernandinho
- Thiago Silva
- Jean Beausejour
- Jorge Valdivia
- Eduardo Vargas
- Charles Aránguiz
- Joel Campbell
- Óscar Duarte
- Marco Ureña
- I Gunho
- Ku Dzsacshol
- Szon Hungmin
- John Brooks
- Julian Green
- Jermaine Jones
- Olivier Giroud
- Blaise Matuidi
- Paul Pogba
- Moussa Sissoko
- Mathieu Valbuena
- Szokrátisz Papasztathópulosz
- Jórgosz Szamarász
- Andréasz Számarisz
- Daley Blind
- Stefan de Vrij
- Leroy Fer
- Klaas-Jan Huntelaar
- Wesley Sneijder
- Georginio Wijnaldum
- Carlo Costly
- Ivica Olić
- Rezá Gucsannezsád
- Honda Keiszuke
- Okazaki Sindzsi
- Joël Matip
- Pablo Armero
- Juan Cuadrado
- Teófilo Gutiérrez
- Juan Fernando Quintero
- Giovani dos Santos
- Oribe Peralta
- José Guardado
- Javier Hernández
- Rafael Márquez
- Peter Odemwingie
- Mario Balotelli
- Claudio Marchisio
- Alekszandr Kerzsakov
- Alekszandr Kokorin
- Sami Khedira
- Mesut Özil
- Nani
- Cristiano Ronaldo
- Silvestre Varela
- Xabi Alonso
- Juan Mata
- Fernando Torres
- David Villa
- Blerim Džemaili
- Admir Mehmedi
- Haris Seferović
- Granit Xhaka
- Edinson Cavani
- Diego Godín

Öngólok
| - Sead Kolašinac (Argentína ellen) - Marcelo (Horvátország ellen) | - John Boye (Portugália ellen) - Noel Valladares (Franciaország ellen) | - Joseph Yobo (Franciaország ellen) |

## Lapok
Az alábbi táblázatban találhatók azok a játékosok, akik sárga vagy piros lapot kaptak.
Alapvető sorrend:
- kiállítások száma (csökkenő);
- második sárga lap miatti kiállítások száma (csökkenő);
- sárga lapok száma (csökkenő);
- országnév;
- játékosnév.

| Játékos                         | Nemzet              | kiállítva | sárga lap · 2. sárga lap · kiállítva | Sárga lap | Összesen |
| ------------------------------- | ------------------- | --------- | ------------------------------------ | --------- | -------- |
| Antonio Valencia                | Ecuador             | 1         |                                      | 1         | 2        |
| Steven Defour                   | Belgium             | 1         |                                      |           | 1        |
| Ante Rebić                      | Horvátország        | 1         |                                      |           | 1        |
| Alexandre Song                  | Kamerun             | 1         |                                      |           | 1        |
| Claudio Marchisio               | Olaszország         | 1         |                                      |           | 1        |
| Pepe                            | Portugália          | 1         |                                      |           | 1        |
| Maximiliano Pereira             | Uruguay             | 1         |                                      |           | 1        |
| Óscar Duarte                    | Costa Rica          |           | 1                                    |           | 1        |
| Konsztandínosz Kacuránisz       | Görögország         |           | 1                                    |           | 1        |
| Wilson Palacios                 | Honduras            |           | 1                                    |           | 1        |
| Thiago Silva                    | Brazília            |           |                                      | 3         | 3        |
| Marcos Rojo                     | Argentína           |           |                                      | 2         | 2        |
| Tim Cahill                      | Ausztrália          |           |                                      | 2         | 2        |
| Toby Alderweireld               | Belgium             |           |                                      | 2         | 2        |
| Luiz Gustavo                    | Brazília            |           |                                      | 2         | 2        |
| Eugenio Mena                    | Chile               |           |                                      | 2         | 2        |
| Giancarlo González              | Costa Rica          |           |                                      | 2         | 2        |
| Didier Zokora                   | Elefántcsontpart    |           |                                      | 2         | 2        |
| Yohan Cabaye                    | Franciaország       |           |                                      | 2         | 2        |
| Sulley Muntari                  | Ghána               |           |                                      | 2         | 2        |
| Jonathan de Guzmán              | Hollandia           |           |                                      | 2         | 2        |
| Bruno Martins Indi              | Hollandia           |           |                                      | 2         | 2        |
| Klaas-Jan Huntelaar             | Hollandia           |           |                                      | 2         | 2        |
| Robin van Persie                | Hollandia           |           |                                      | 2         | 2        |
| Paul Nicolás Aguilar            | Mexikó              |           |                                      | 2         | 2        |
| Rafael Márquez                  | Mexikó              |           |                                      | 2         | 2        |
| José Juan Vázquez               | Mexikó              |           |                                      | 2         | 2        |
| Benedikt Höwedes                | Németország         |           |                                      | 2         | 2        |
| Bastian Schweinsteiger          | Németország         |           |                                      | 2         | 2        |
| Mario Balotelli                 | Olaszország         |           |                                      | 2         | 2        |
| Diego Lugano                    | Uruguay             |           |                                      | 2         | 2        |
| Nabil Bentaleb                  | Algéria             |           |                                      | 1         | 1        |
| Madzsid Bugerra                 | Algéria             |           |                                      | 1         | 1        |
| Liaszine Cadamuro               | Algéria             |           |                                      | 1         | 1        |
| Nabil Gilasz                    | Algéria             |           |                                      | 1         | 1        |
| Rafik Halisz                    | Algéria             |           |                                      | 1         | 1        |
| Dzsamel Meszbah                 | Algéria             |           |                                      | 1         | 1        |
| Matthew Špiranović              | Ausztrália          |           |                                      | 1         | 1        |
| Mile Jedinak                    | Ausztrália          |           |                                      | 1         | 1        |
| Ross Barkley                    | Anglia              |           |                                      | 1         | 1        |
| Steven Gerrard                  | Anglia              |           |                                      | 1         | 1        |
| Adam Lallana                    | Anglia              |           |                                      | 1         | 1        |
| Raheem Sterling                 | Anglia              |           |                                      | 1         | 1        |
| Sergio Agüero                   | Argentína           |           |                                      | 1         | 1        |
| Lucas Biglia                    | Argentína           |           |                                      | 1         | 1        |
| Martín Demichelis               | Argentína           |           |                                      | 1         | 1        |
| Ángel Di María                  | Argentína           |           |                                      | 1         | 1        |
| Ezequiel Garay                  | Argentína           |           |                                      | 1         | 1        |
| Javier Mascherano               | Argentína           |           |                                      | 1         | 1        |
| Mile Jedinak                    | Ausztrália          |           |                                      | 1         | 1        |
| Mark Milligan                   | Ausztrália          |           |                                      | 1         | 1        |
| Mousa Dembélé                   | Belgium             |           |                                      | 1         | 1        |
| Eden Hazard                     | Belgium             |           |                                      | 1         | 1        |
| Vincent Kompany                 | Belgium             |           |                                      | 1         | 1        |
| Jan Vertonghen                  | Belgium             |           |                                      | 1         | 1        |
| Axel Witsel                     | Belgium             |           |                                      | 1         | 1        |
| Muhamed Bešić                   | Bosznia-Hercegovina |           |                                      | 1         | 1        |
| Haris Medunjanin                | Bosznia-Hercegovina |           |                                      | 1         | 1        |
| Emir Spahić                     | Bosznia-Hercegovina |           |                                      | 1         | 1        |
| Dante                           | Brazília            |           |                                      | 1         | 1        |
| Neymar                          | Brazília            |           |                                      | 1         | 1        |
| Ramires                         | Brazília            |           |                                      | 1         | 1        |
| Dani Alves                      | Brazília            |           |                                      | 1         | 1        |
| Hulk                            | Brazília            |           |                                      | 1         | 1        |
| Jô                              | Brazília            |           |                                      | 1         | 1        |
| Júlio César                     | Brazília            |           |                                      | 1         | 1        |
| Fernandinho                     | Brazília            |           |                                      | 1         | 1        |
| Oscar                           | Brazília            |           |                                      | 1         | 1        |
| Francisco Silva                 | Chile               |           |                                      | 1         | 1        |
| Mauricio Pinilla                | Chile               |           |                                      | 1         | 1        |
| Charles Aránguiz                | Chile               |           |                                      | 1         | 1        |
| Francisco Silva                 | Chile               |           |                                      | 1         | 1        |
| Arturo Vidal                    | Chile               |           |                                      | 1         | 1        |
| Johnny Acosta                   | Costa Rica          |           |                                      | 1         | 1        |
| José Miguel Cubero              | Costa Rica          |           |                                      | 1         | 1        |
| Júnior Díaz                     | Costa Rica          |           |                                      | 1         | 1        |
| Esteban Granados                | Costa Rica          |           |                                      | 1         | 1        |
| Keylor Navas                    | Costa Rica          |           |                                      | 1         | 1        |
| Bryan Ruiz                      | Costa Rica          |           |                                      | 1         | 1        |
| Yeltsin Tejeda                  | Costa Rica          |           |                                      | 1         | 1        |
| Michael Umaña                   | Costa Rica          |           |                                      | 1         | 1        |
| Han Gugjong                     | Dél-Korea           |           |                                      | 1         | 1        |
| Hong Dzsongho                   | Dél-Korea           |           |                                      | 1         | 1        |
| I Jong                          | Dél-Korea           |           |                                      | 1         | 1        |
| Ki Szongjong                    | Dél-Korea           |           |                                      | 1         | 1        |
| Ku Dzsacshol                    | Dél-Korea           |           |                                      | 1         | 1        |
| Szon Hungmin                    | Dél-Korea           |           |                                      | 1         | 1        |
| Frickson Erazo                  | Ecuador             |           |                                      | 1         | 1        |
| Jefferson Montero               | Ecuador             |           |                                      | 1         | 1        |
| Juan Carlos Paredes             | Ecuador             |           |                                      | 1         | 1        |
| Enner Valencia                  | Ecuador             |           |                                      | 1         | 1        |
| Kyle Beckerman                  | Egyesült Államok    |           |                                      | 1         | 1        |
| Geoff Cameron                   | Egyesült Államok    |           |                                      | 1         | 1        |
| Omar Gonzalez                   | Egyesült Államok    |           |                                      | 1         | 1        |
| Jermaine Jones                  | Egyesült Államok    |           |                                      | 1         | 1        |
| Sol Bamba                       | Elefántcsontpart    |           |                                      | 1         | 1        |
| Serey Die                       | Elefántcsontpart    |           |                                      | 1         | 1        |
| Didier Drogba                   | Elefántcsontpart    |           |                                      | 1         | 1        |
| Salomon Kalou                   | Elefántcsontpart    |           |                                      | 1         | 1        |
| Cheick Tioté                    | Elefántcsontpart    |           |                                      | 1         | 1        |
| Patrice Evra                    | Franciaország       |           |                                      | 1         | 1        |
| Blaise Matuidi                  | Franciaország       |           |                                      | 1         | 1        |
| Paul Pogba                      | Franciaország       |           |                                      | 1         | 1        |
| Harrison Afful                  | Ghána               |           |                                      | 1         | 1        |
| Jordan Ayew                     | Ghána               |           |                                      | 1         | 1        |
| Mohammed Rabiu                  | Ghána               |           |                                      | 1         | 1        |
| Waris Majeed                    | Ghána               |           |                                      | 1         | 1        |
| Kósztasz Manolász               | Görögország         |           |                                      | 1         | 1        |
| Szokrátisz Papasztathópulosz    | Görögország         |           |                                      | 1         | 1        |
| Dimítrisz Szalpingídisz         | Görögország         |           |                                      | 1         | 1        |
| Jórgosz Szamarász               | Görögország         |           |                                      | 1         | 1        |
| Andréasz Számarisz              | Görögország         |           |                                      | 1         | 1        |
| Vaszílisz Toroszídisz           | Görögország         |           |                                      | 1         | 1        |
| Jerry Bengtson                  | Honduras            |           |                                      | 1         | 1        |
| Víctor Bernárdez                | Honduras            |           |                                      | 1         | 1        |
| Óscar Boniek García             | Honduras            |           |                                      | 1         | 1        |
| Luis Garrido                    | Honduras            |           |                                      | 1         | 1        |
| Jerry Palacios                  | Honduras            |           |                                      | 1         | 1        |
| Daley Blind                     | Hollandia           |           |                                      | 1         | 1        |
| Stefan de Vrij                  | Hollandia           |           |                                      | 1         | 1        |
| Arjen Robben                    | Hollandia           |           |                                      | 1         | 1        |
| Eduardo                         | Horvátország        |           |                                      | 1         | 1        |
| Vedran Ćorluka                  | Horvátország        |           |                                      | 1         | 1        |
| Dejan Lovren                    | Horvátország        |           |                                      | 1         | 1        |
| Ivan Rakitić                    | Horvátország        |           |                                      | 1         | 1        |
| Karim Anszárifard               | Irán                |           |                                      | 1         | 1        |
| Dzsavád Nekunám                 | Irán                |           |                                      | 1         | 1        |
| Maszud Sodzsáji                 | Irán                |           |                                      | 1         | 1        |
| Andránik Tejmurján              | Irán                |           |                                      | 1         | 1        |
| Haszebe Makoto                  | Japán               |           |                                      | 1         | 1        |
| Josida Maja                     | Japán               |           |                                      | 1         | 1        |
| Konno Jaszujuki                 | Japán               |           |                                      | 1         | 1        |
| Morisige Maszato                | Japán               |           |                                      | 1         | 1        |
| Eyong Enoh                      | Kamerun             |           |                                      | 1         | 1        |
| Stéphane Mbia                   | Kamerun             |           |                                      | 1         | 1        |
| Dany Nounkeu                    | Kamerun             |           |                                      | 1         | 1        |
| Edgar Salli                     | Kamerun             |           |                                      | 1         | 1        |
| Pablo Armero                    | Kolumbia            |           |                                      | 1         | 1        |
| Fredy Guarín                    | Kolumbia            |           |                                      | 1         | 1        |
| James Rodríguez                 | Kolumbia            |           |                                      | 1         | 1        |
| Carlos Sánchez Moreno           | Kolumbia            |           |                                      | 1         | 1        |
| Mario Yepes                     | Kolumbia            |           |                                      | 1         | 1        |
| José Andrés Guardado            | Mexikó              |           |                                      | 1         | 1        |
| Héctor Moreno Herrera           | Mexikó              |           |                                      | 1         | 1        |
| Sami Khedira                    | Németország         |           |                                      | 1         | 1        |
| Philipp Lahm                    | Németország         |           |                                      | 1         | 1        |
| John Obi Mikel                  | Nigéria             |           |                                      | 1         | 1        |
| Kenneth Omeruo                  | Nigéria             |           |                                      | 1         | 1        |
| Juwon Oshaniwa                  | Nigéria             |           |                                      | 1         | 1        |
| Mattia De Sciglio               | Olaszország         |           |                                      | 1         | 1        |
| Gyenyisz Boriszovics Glusakov   | Oroszország         |           |                                      | 1         | 1        |
| Dmitrij Vlagyimirovics Kombarov | Oroszország         |           |                                      | 1         | 1        |
| Alekszej Anatoljevics Kozlov    | Oroszország         |           |                                      | 1         | 1        |
| Oleg Alekszandrovics Satov      | Oroszország         |           |                                      | 1         | 1        |
| João Moutinho                   | Portugália          |           |                                      | 1         | 1        |
| João Pereira                    | Portugália          |           |                                      | 1         | 1        |
| Xabi Alonso                     | Spanyolország       |           |                                      | 1         | 1        |
| Iker Casillas                   | Spanyolország       |           |                                      | 1         | 1        |
| Sergio Ramos                    | Spanyolország       |           |                                      | 1         | 1        |
| Johan Djourou                   | Svájc               |           |                                      | 1         | 1        |
| Gelson Fernandes                | Svájc               |           |                                      | 1         | 1        |
| Granit Xhaka                    | Svájc               |           |                                      | 1         | 1        |
| Egidio Arévalo                  | Uruguay             |           |                                      | 1         | 1        |
| Martín Cáceres                  | Uruguay             |           |                                      | 1         | 1        |
| Walter Gargano                  | Uruguay             |           |                                      | 1         | 1        |
| José María Giménez              | Uruguay             |           |                                      | 1         | 1        |
| Diego Godín                     | Uruguay             |           |                                      | 1         | 1        |
| Fernando Muslera                | Uruguay             |           |                                      | 1         | 1        |

## Díjak
A FIFA a következő díjakat osztotta ki a világbajnokság után:
Fair Play-díj
A FIFA Fair Play-díjat annak a csapat tagjai kapták, amely a Fair Play-verseny első helyén végzett. A díjon kívül 50 000 dollár jutalomban is részesültek, amelyet utánpótlás nevelésre használhattak fel.
„Arany-”, „Ezüst-” és „Bronzcipő”
Az „Aranycipő” díjat az a játékos kapta, aki a legtöbb gólt szerezte a világbajnokságon. Ha két vagy több játékos ugyanannyi gólt ért el, akkor a gólpasszok száma döntött (a FIFA Technikai Bizottságának döntése alapján). Ha ez is egyenlő, akkor a játszott percek számítottak, a kevesebb időt pályán töltött játékos végzett előrébb. Az „Ezüst-” és „Bronzcipő” díjat a második és harmadik helyen végzett játékosok kapták.
„Arany-”, „Ezüst-” és „Bronzlabda”
Az „Aranylabda” díjat a FIFA Technikai Bizottsága által megválasztott legjobb játékos kapta. Az „Ezüst-” és „Bronzlabda” díjat a második és harmadik helyen végzett játékosok kapták. Az elődöntők után, július 11-én a FIFA ismert játékosokból és edzőkből álló Technikai Bizottsága tíz játékost jelölt a díjra.
A Technikai Bizottság vezetője  Jean-Paul Brigger, további tagok:
| - Gerard Houllier - Raúl Arias - Gabriel Calderón - Ricki Herbert - Abdel Moneim Hussein | - Ka Ming Kwok - Ioan Lupescu - Ginés Meléndez - Tsuneyasu Miyamoto - Sunday Oliseh | - Mixu Paatelainen - Jaime Rodríguez - Theodore Whitmore |

Jelöltek
Aranylabda
| - Mats Hummels - Thomas Müller - Toni Kroos - Philipp Lahm - Lionel Messi | - Javier Mascherano - Ángel Di María - Neymar - Arjen Robben - James Rodríguez |

„Aranykesztyű”
Az „Aranykesztyű” díjat a FIFA Technikai Bizottsága által megválasztott legjobb kapus kapta. Július 11-én három kapust jelöltek a díjra:
- Manuel Neuer
- Keylor Navas
- Sergio Romero

Legjobb fiatal játékos
A FIFA különdíjjal jutalmazta a legjobb fiatal játékost a FIFA Technikai Bizottságának döntése alapján. Július 11-én három játékost jelöltek a díjra:
- Paul Pogba
- Raphaël Varane
- Memphis Depay

| Aranycipő              | Ezüstcipő     | Bronzcipő                       |
| ---------------------- | ------------- | ------------------------------- |
| James Rodríguez        | Thomas Müller | Neymar                          |
| 6 gólos                | 5 gólos       | 4 gólos, 1 gólpassz, 5 mérkőzés |
| Aranylabda             | Ezüstlabda    | Bronzlabda                      |
| Lionel Messi           | Thomas Müller | Arjen Robben                    |
| Aranykesztyű           |               |                                 |
| Manuel Neuer           |               |                                 |
| Legjobb fiatal játékos |               |                                 |
| Paul Pogba             |               |                                 |
| FIFA Fair Play-díj     |               |                                 |
| Kolumbia               |               |                                 |

## Végeredmény

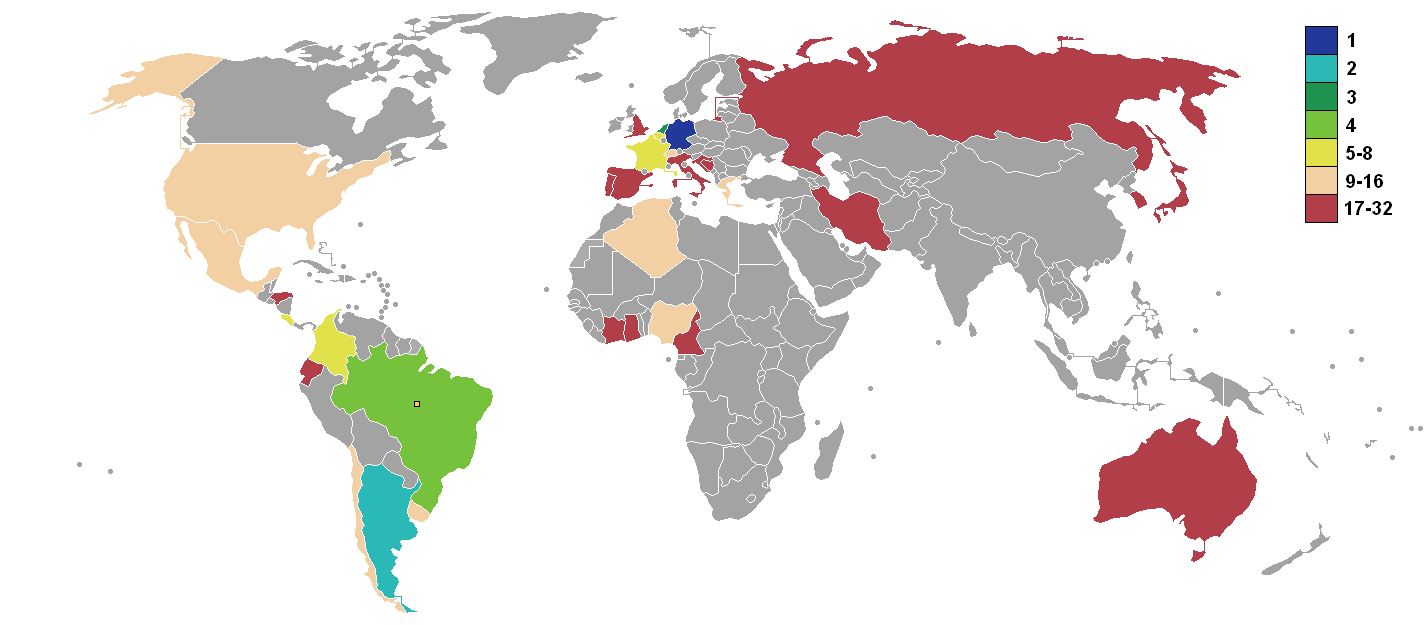
A 2014-es labdarúgó-világbajnokságon részt vevő országok helyezései

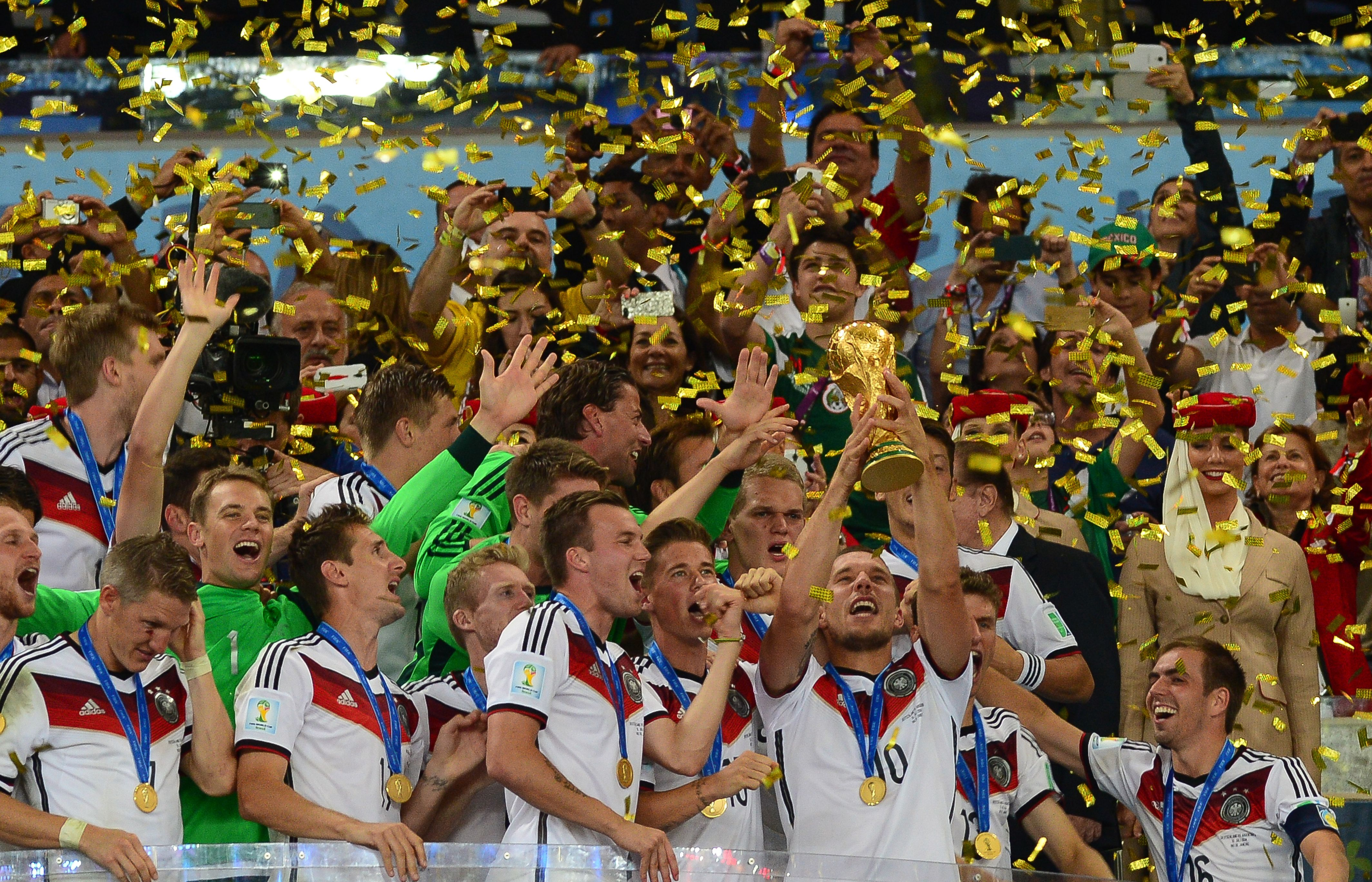
A németek a világbajnoki trófeával

A világbajnokság végeredménye:
| Hely. | Csapat              | M | Gy | D | V | G+ | G– | Gk  | P  |
| ----- | ------------------- | - | -- | - | - | -- | -- | --- | -- |
|       | Németország         | 7 | 6  | 1 | 0 | 18 | 4  | +14 | 19 |
|       | Argentína           | 7 | 5  | 1 | 1 | 8  | 4  | +4  | 16 |
|       | Hollandia           | 7 | 5  | 2 | 0 | 15 | 4  | +11 | 17 |
| 4.    | Brazília (R)        | 7 | 3  | 2 | 2 | 11 | 14 | −3  | 11 |
|       |                     |   |    |   |   |    |    |     |    |
| 5.    | Kolumbia            | 5 | 4  | 0 | 1 | 12 | 4  | +8  | 12 |
| 6.    | Belgium             | 5 | 4  | 0 | 1 | 6  | 3  | +3  | 12 |
| 7.    | Franciaország       | 5 | 3  | 1 | 1 | 10 | 3  | +7  | 10 |
| 8.    | Costa Rica          | 5 | 2  | 3 | 0 | 5  | 2  | +3  | 9  |
|       |                     |   |    |   |   |    |    |     |    |
| 9.    | Chile               | 4 | 2  | 1 | 1 | 6  | 4  | +2  | 7  |
| 10.   | Mexikó              | 4 | 2  | 1 | 1 | 5  | 3  | +2  | 7  |
| 11.   | Svájc               | 4 | 2  | 0 | 2 | 7  | 7  | 0   | 6  |
| 12.   | Uruguay             | 4 | 2  | 0 | 2 | 4  | 6  | −2  | 6  |
| 13.   | Görögország         | 4 | 1  | 2 | 1 | 3  | 5  | −2  | 5  |
| 14.   | Algéria             | 4 | 1  | 1 | 2 | 7  | 7  | 0   | 4  |
| 15.   | Egyesült Államok    | 4 | 1  | 1 | 2 | 5  | 6  | −1  | 4  |
| 16.   | Nigéria             | 4 | 1  | 1 | 2 | 3  | 5  | −2  | 4  |
|       |                     |   |    |   |   |    |    |     |    |
| 17.   | Ecuador             | 3 | 1  | 1 | 1 | 3  | 3  | 0   | 4  |
| 18.   | Portugália          | 3 | 1  | 1 | 1 | 4  | 7  | −3  | 4  |
| 19.   | Horvátország        | 3 | 1  | 0 | 2 | 6  | 6  | 0   | 3  |
| 20.   | Bosznia-Hercegovina | 3 | 1  | 0 | 2 | 4  | 4  | 0   | 3  |
| 21.   | Elefántcsontpart    | 3 | 1  | 0 | 2 | 4  | 5  | −1  | 3  |
| 22.   | Olaszország         | 3 | 1  | 0 | 2 | 2  | 3  | −1  | 3  |
| 23.   | Spanyolország       | 3 | 1  | 0 | 2 | 4  | 7  | −3  | 3  |
| 24.   | Oroszország         | 3 | 0  | 2 | 1 | 2  | 3  | −1  | 2  |
| 25.   | Ghána               | 3 | 0  | 1 | 2 | 4  | 6  | −2  | 1  |
| 26.   | Anglia              | 3 | 0  | 1 | 2 | 2  | 4  | −2  | 1  |
| 27.   | Dél-Korea           | 3 | 0  | 1 | 2 | 3  | 6  | −3  | 1  |
| 28.   | Irán                | 3 | 0  | 1 | 2 | 1  | 4  | −3  | 1  |
| 29.   | Japán               | 3 | 0  | 1 | 2 | 2  | 6  | −4  | 1  |
| 30.   | Ausztrália          | 3 | 0  | 0 | 3 | 3  | 9  | −6  | 0  |
| 31.   | Honduras            | 3 | 0  | 0 | 3 | 1  | 8  | −7  | 0  |
| 32.   | Kamerun             | 3 | 0  | 0 | 3 | 1  | 9  | −8  | 0  |

## Történelmi események, rekordok
- Bosznia-Hercegovina először vett részt labdarúgó-világbajnokságon,[37] és június 25-én első győzelmét szerezte Irán ellen.[38]
- Először volt a világbajnokság első gólja egy öngól. Marcelo öngólja volt egyben a brazil válogatott első világbajnokságon lőtt öngólja is.[39]
- A címvédő Spanyolország a B csoport első mérkőzésén négy góllal, 5–1-re kapott ki Hollandiától. A vb címvédője először kapott ki négy góllal világbajnokságon.[40]
- A Franciaország–Honduras mérkőzés előtt technikai okok miatt nem volt himnusz.[41]
- A csoportmérkőzések első körében a 16 mérkőzésen összesen 49 gól született, ami 3,06 gólos mérkőzésenkénti átlagot jelent. A csoportok bemutatkozó mérkőzésein ennél nagyobb gólátlagra utoljára az 1958-as labdarúgó-világbajnokságon volt példa, akkor 8 mérkőzésen 29 góllal 3,63 volt az átlag. Azonos létszámú csoportokkal teljes csoportkört először az 1954-es labdarúgó-világbajnokságon rendeztek, és az akkori gólátlag azóta is megdönthetetlennek bizonyult (8 mérkőzésen 34 gól, átlag: 4,25).
- A címvédő Spanyolországnak a csoportkör második mérkőzése után, két vereséggel már nem volt esélye a továbbjutásra. A világbajnokság címvédője ezelőtt soha nem kapott ki az első két mérkőzésén, és soha nem állt biztos kiesésre úgy, hogy hátra volt egy mérkőzése.[42]
- Anglia először esett ki a világbajnokság csoportkörében 1958 óta, de 1974-ben, 1978-ban és 1994-ben nem jutottak ki.[43]
- A Svájc–Franciaország mérkőzés 7 gólját 7 különböző játékos szerezte. Ez volt a 6. olyan alkalom, amikor egy világbajnoki mérkőzésen 7 különböző gólszerző volt.[44]
- Honduras 511 perc után szerzett újra gólt világbajnokságon.[45] 1982-ben az utolsó mérkőzésükön, 2010-ben a három csoportköri mérkőzésen, valamint a 2014-es vb első mérkőzésén nem tudtak gólt szerezni.
- Miroslav Klose Ghána ellen a 15. gólját szerezte a világbajnokságokon, ezzel beállította a brazil Ronaldo rekordját.[46] A Brazília elleni elődöntőben megszerezte 16. gólját, amellyel meg is döntötte a rekordot.[47] Klose az első játékos lett, aki négy vb-elődöntőben szerepelt.[48] Beállította továbbá a brazil Cafu rekordját, aki 16 vb-mérkőzésen tudott nyerni csapatával.[48]
- Asamoah Gyan az első afrikai játékos, aki három világbajnokságon gólt szerzett. Németország ellen ötödik világbajnoki gólját szerezte, amivel afrikai játékosként beállította a kameruni Roger Milla rekordját,[46] majd Portugália ellen megszerezte hatodik találatát is, ezzel megdöntve a rekordot.[49]
- Algéria lett az első afrikai csapat, amely négy gólt szerzett egy világbajnoki mérkőzésen.[50]
- A világbajnokságok történetének 2300. gólját – amely a torna 92. gólja volt – az amerikai Jermaine Jones szerezte az Egyesült Államok–Portugália mérkőzés 64. percében.[51]
- A kolumbiai Faryd Mondragón lett a labdarúgó-világbajnokságok történetének legidősebb pályára lépő játékosa, miután a C csoport zárófordulójában pályára lépett csereként Japán ellen, 43 évesen és 3 naposan.[52]
- 1998 óta először fordult elő, hogy az összes válogatott gólt szerzett.[38]
- Története során először jutott a világbajnokság nyolcaddöntőjébe Görögország és Algéria.[53][54]
- A világbajnokság 100. gólját Neymar szerezte Kamerun ellen.[55] Érdekesség, hogy egyúttal ez a meccs volt a brazil labdarúgó-válogatott 100. világbajnoki mérkőzése is.[56]
- A svájci Xherdan Shaqiri volt a világbajnokságok történetének 50. olyan játékosa, aki mesterhármast tudott elérni. Shaqiri Honduras válogatottjának hálójába talált be háromszor.[57] A torna másik mesterhármasa ezt megelőzően született, a német Thomas Müller Portugáliának tudott hármat lőni. Ő így a 49. játékos lett, aki mesterhármast ért el.[58]
- Nigéria az első afrikai csapat, amely harmadszor jutott az egyenes kieséses szakaszba.[38]
- A világbajnokságok történetében először jutott be két afrikai csapat a nyolcaddöntőbe (Nigéria és Algéria).[59]
- Ugyancsak először jutott be három csapat a nyolcaddöntőbe a CONCACAF zónából (Mexikó, Costa Rica és az USA).[60]
- 1986 óta először fordult elő, hogy a világbajnokság egybeesett a ramadánnal. A muszlim böjt a nyolcaddöntőbe jutott csapatok közül 6-ot, a játékosok közül pedig 45-öt érintett.[61]
- Diego Maradona (1986) óta Lionel Messi az első, aki sorozatban négy mérkőzésen betalált Argentína színeiben a világbajnokságon.[62]
- Története során először jutott a világbajnokság negyeddöntőjébe Kolumbia és Costa Rica.[53][63] Costa Rica a negyedik CONCACAF-ország, amely bejutott a negyeddöntőbe, az Egyesült Államok, Kuba és Mexikó után.
- Hollandia a második olyan csapat a világbajnokságok történetében, amely ugyanazon a vb-n három mérkőzést nyert meg hátrányból fordítva. Spanyolország, Ausztrália és Mexikó ellen. Korábban az NSZK-nak sikerült 1970-ben három mérkőzést hátrányból megnyernie.[64]
- Németország az Algéria elleni nyolcaddöntőben 793 passzt bonyolított le. 1966 óta egyetlen csapat sem passzolt ennyit világbajnoki mérkőzésen.[65]
- A cserejátékosok által szerzett gólok száma 32 volt, ez kilenccel több, mint a 2006-os rekord. A nyolcaddöntők végéig 28 gólt szereztek a cserék.[66][67]
- Az amerikai kapus, Tim Howard 16-szor védett Belgium ellen, ilyen 1966 óta nem fordult elő.[68]
- A csoportkör utáni kieséses rendszerű lebonyolítási forma bevezetése (1986) óta először fordult elő, hogy az összes csoportgyőztes továbbjutott a nyolcaddöntőben.[69]
- Először volt a nyolcaddöntőkben öt mérkőzésen hosszabbítás.[69]
- Németország lett az első olyan csapat, amely sorozatban negyedszer jutott a legjobb négy közé.[70]
- A Costa Rica-i csapat öt mérkőzésén öt különböző földrészről származó játékvezető vezette a mérkőzést.
- Mindkét elődöntő csapatai (Brazília és Németország, valamint Argentína és Hollandia) játszottak már korábban egymással vb-döntőt. Ilyenre korábban még nem volt példa.[71]
- Az 1–7-re végződött Brazília–Németország elődöntő számos rekordot megdöntött. A világbajnokság  leggólgazdagabb és legnagyobb gólkülönbségű találkozója volt. Először fordult elő 6 gólos különbség vb-elődöntőben, Németország az első olyan csapat, amely 7 gólt szerzett vb-elődöntőben. Toni Kroos 69 másodperc alatt szerzett két gólt, a német csapat 6 perc alatt szerzett négy gólt, mindkettő új rekord a vb-k történetében. Brazília történetének egyik legsúlyosabb vereségét szenvedte el, először kapott 7 gólt egy vb-meccsen. Brazília 1975 óta, 62 mérkőzésen át nem kapott ki hazai pályán tétmérkőzésen.[48][72][73] További részletek itt találhatóak.
- A német labdarúgó-válogatott 2000. gólját Thomas Müller szerezte a Brazília elleni elődöntőben.[48] Müller ezen felül ezen a mérkőzésen beállította Miroslav Klose és a perui Teófilo Cubillas rekordját, mivel egymás után második világbajnokságán ért el legalább öt gólt.[74]
- Hollandia a brazilok 3–0-s legyőzésével először lett világbajnoki bronzérmes és veretlenül zárta a tornát, története során először. (Argentína a hosszabbítás után, büntetőkkel jutott tovább ellenük, ami döntetlennek minősül.)[75]
- Hollandia Brazília ellen lőtt 11-ese volt a brazil válogatott 100. kapott gólja.[76]
- A világbajnokság során a házigazda Brazília kapta a legtöbb gólt, szám szerint 14-et.[77]
- A vb-n 171 gól esett, amely egyenlő az 1998-as rekorddal.
- Németország világbajnoki győzelmével számos rekordot megdöntött vagy beállított. Elsőként szereztek az európai (illetve a nem dél-amerikai) válogatottak közül világbajnoki címet az amerikai kontinensen. Először fordult elő, hogy háromszor egymást követően európai ország nyerjen vb-t. Németország játszotta továbbá a legtöbb döntőt története során, szám szerint 8-at. Mario Götze az első játékos, aki a döntőben csereként beállva győztes gólt szerzett, egyben 1966 óta ő a legfiatalabb játékos, aki vb-döntőben betalált (22 éves és 39 napos). Sami Khedira a 10. olyan játékos, aki egy évben megnyerte a Bajnokok Ligáját (a Real Madriddal) és a világbajnokságot is. 18 góljával a német válogatott sorozatban harmadszor lett a vb legtöbb gólt szerző csapata.
- A legtöbb hosszabbításban vagy 11-es párbajjal eldöntött mérkőzéses világbajnokság rekordja is megdőlt.[78]
- Miroslav Klose az első játékos, aki négy világbajnoki érmet szerzett. 2014-ben aranyat, 2010-ben és 2006-ban bronzot, 2002-ben ezüstöt.[forrás?]

## A FIFA-világranglista változása
Az alábbi táblázat tartalmazza a világbajnokságon részt vevő csapatok világbajnokság előtti és utáni helyezéseit és pontszámait, illetve azok változását a FIFA-világranglistán. A táblázat a FIFA által 2014. július 17-én közzétett ranglista szerinti sorrendben tünteti fel a válogatottakat.
| Nemzet              | Helyezés a világbajnokság előtt | Pontszám a világbajnokság előtt | Helyezés a világbajnokság után | Pontszám a világbajnokság után | Változás (helyezés) | Változás (pontszám) |
| ------------------- | ------------------------------- | ------------------------------- | ------------------------------ | ------------------------------ | ------------------- | ------------------- |
| Németország         | 2.                              | 1300                            | 1.                             | 1724                           | + 1                 | + 424               |
| Argentína           | 5.                              | 1175                            | 2.                             | 1606                           | + 3                 | + 431               |
| Hollandia           | 15.                             | 981                             | 3.                             | 1496                           | + 12                | + 515               |
| Kolumbia            | 8.                              | 1137                            | 4.                             | 1492                           | + 4                 | + 355               |
| Belgium             | 11.                             | 1074                            | 5.                             | 1401                           | + 6                 | + 327               |
| Uruguay             | 7.                              | 1147                            | 6.                             | 1330                           | + 1                 | + 183               |
| Brazília            | 3.                              | 1242                            | 7.                             | 1241                           | – 4                 | – 1                 |
| Spanyolország       | 1.                              | 1485                            | 8.                             | 1229                           | – 7                 | – 256               |
| Svájc               | 6.                              | 1149                            | 9.                             | 1216                           | – 3                 | + 67                |
| Franciaország       | 17.                             | 913                             | 10.                            | 1202                           | + 7                 | + 289               |
| Portugália          | 4.                              | 1189                            | 11.                            | 1148                           | – 7                 | – 41                |
| Chile               | 14.                             | 1026                            | 12.                            | 1098                           | + 2                 | + 72                |
| Görögország         | 12.                             | 1064                            | 13.                            | 1091                           | – 1                 | + 27                |
| Olaszország         | 9.                              | 1104                            | 14.                            | 1056                           | – 5                 | – 48                |
| Egyesült Államok    | 13.                             | 1035                            | 15.                            | 989                            | – 2                 | – 46                |
| Costa Rica          | 28.                             | 762                             | 16.                            | 986                            | + 12                | + 224               |
| Horvátország        | 18.                             | 903                             | 17.                            | 955                            | + 1                 | + 52                |
| Mexikó              | 20.                             | 882                             | 18.                            | 930                            | + 2                 | + 48                |
| Bosznia-Hercegovina | 21.                             | 873                             | 19.                            | 917                            | + 2                 | + 44                |
| Anglia              | 10.                             | 1090                            | 20.                            | 911                            | – 10                | – 179               |
| Ecuador             | 26.                             | 791                             | 21.                            | 901                            | + 5                 | + 110               |
| Oroszország         | 19.                             | 893                             | 23.                            | 897                            | – 4                 | + 4                 |
| Algéria             | 22.                             | 858                             | 24.                            | 872                            | – 2                 | + 14                |
| Elefántcsontpart    | 23.                             | 809                             | 25.                            | 850                            | – 2                 | + 41                |
| Nigéria             | 44.                             | 640                             | 34.                            | 664                            | + 10                | + 24                |
| Ghána               | 37.                             | 704                             | 38.                            | 642                            | – 1                 | – 62                |
| Honduras            | 33.                             | 731                             | 40.                            | 637                            | – 7                 | – 94                |
| Japán               | 46.                             | 626                             | 45.                            | 604                            | + 1                 | – 22                |
| Irán                | 43.                             | 641                             | 49.                            | 563                            | – 6                 | – 78                |
| Kamerun             | 56.                             | 558                             | 53.                            | 520                            | + 3                 | – 38                |
| Dél-Korea           | 57.                             | 547                             | 56.                            | 501                            | + 1                 | – 46                |
| Ausztrália          | 62.                             | 526                             | 76.                            | 397                            | – 14                | – 129               |

## Közvetítések
Sorozatban negyedszer a HBS (Host Broadcast Services), az Infront Sports & Media tagja nyerte el a közvetítés jogát. A Sony lett a hivatalos eszközszállító, 12 hatalmas HDTV-kamerát biztosított (minden helyszínre egyet), a minimumkövetelményeket biztosítva. Minden találkozó közvetítését 37 standard kameraállás, benne Aerial és Cablecam, két Ultramotion kamera és interjúkamera segítette. A torna hivatalos filmje és három mérkőzés (egy június 28-i nyolcaddöntő, egy július 4-i negyeddöntő és a döntő) ultra HD (4K) felbontásban is elkészült, miután a 2013-as konföderációs kupán már sikeresen tesztelték a technológiát.
A közvetítési jogok – televízió, rádió, internet és mobil – minden területre közvetlenül a FIFA által lettek eladva, vagy pedig szerződött partnereken keresztül, mint az Európai Műsorsugárzók Uniója, az Organización de Televisión Iberoamericana, az International Media Content, a Dentsu és az RS International Broadcasting & Sports Management, értékesítette a jogokat. A jogokból befolyó összeg 60%-át a FIFA szerezte meg. A nemzetközi médiacenter a Riocentro városrészen helyezkedett el (Barra da Tijuca kerület).
Több mérkőzés is egy-egy ország legnézettebb sporteseménye volt 2014-ben: Brazíliában a Horvátország elleni nyitómérkőzést 42,9 millió, Japánban az Elefántcsontpart elleni csoportmérkőzést 34,1 millió, Németországban az Argentína elleni döntőt 34,7 millió ember látta. A Portugália elleni csoportmérkőzés 24,7 millió nézőjével a 2010-es döntővel együtt az Egyesült Államok legnézettebb labdarúgó-mérkőzése lett.
Magyarországon a világbajnokság összes mérkőzését élőben közvetítette az M1, a csoportkör utolsó fordulójában, a párhuzamos mérkőzések esetén pedig az egyik mérkőzést az M2 adta. A mérkőzések egy részét másnap megismételték, illetve összefoglalókat és elemzéseket is láthattak a nézők. Az M1 stúdiójában a műsorvezetők Petrovics-Mérei Andrea és Mohay Bence voltak, a szakértők pedig Bánfi János, Halmai Gábor, Szélesi Zoltán, Szanyó Károly és Mészöly Géza. A mérkőzések kommentátorai a helyszíneken Gundel Takács Gábor, Menczer Tamás, Mezei Dániel és P. Fülöp Gábor voltak.

## Vitatott események

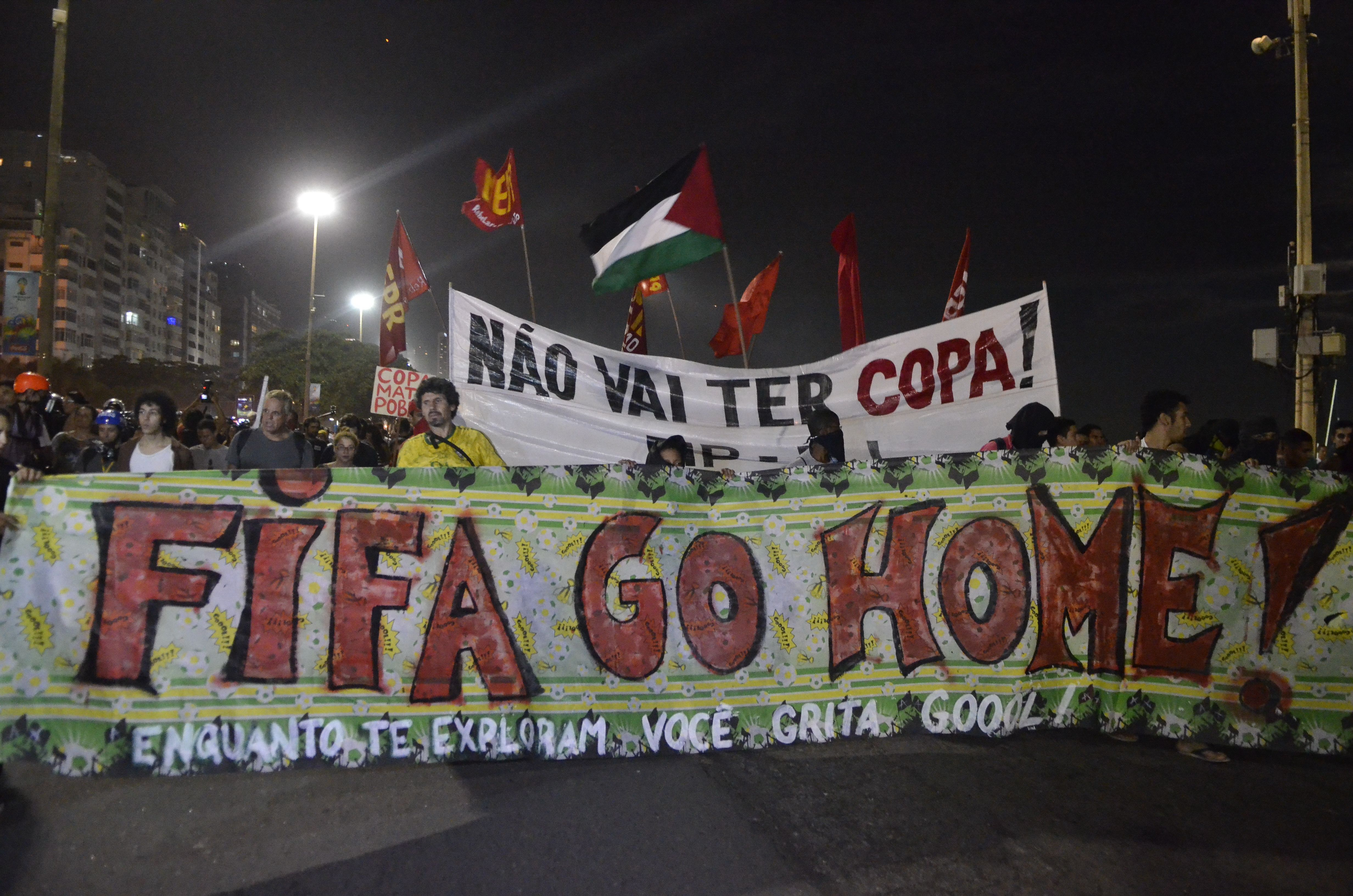
A világbajnokságra költött közpénzek ellen tüntetők Rio de Janeiróban

A 2014-es labdarúgó-világbajnoksághoz több vitatott esemény is köthető. A megrendezés előtt és közben is zajlottak tiltakozó demonstrációk elsősorban a rendező országot terhelő költségek miatt. Nagy tiltakozást váltott ki a játékvezetők közül többeknek a jelölése, mert nem tartották megfelelőnek a felkészültségüket. A rendezésben is voltak vitatott esetek, elsősorban a biztonságot érintően. A felkészülés során nyolc ember életét vesztette a Maracanã Stadion felújításakor.
A világbajnokság egyik legvitatottabb eseménye, azonban mégis közvetlenül a labdarúgáshoz köthető. Az uruguayi csatár, Luis Suárez, megharapta mérkőzés közben Giorgio Chiellini olasz labdarúgó vállát. Chiellini az eset után megmutatta a harapásnyomokat a játékvezetőnek, aki nem szankcionálta Suárezt az eset miatt. A mérkőzést követően azonban Suárezt a Nemzetközi Labdarúgó Szövetség, gyorsított eljárás keretében, négy hónapra minden futballeseménytől eltiltotta, és nem szerepelhetett az elkövetkező kilenc uruguayi labdarúgó-válogatott mérkőzésen sem.

### Tüntetések
A 2013-as konföderációs kupa nyitómeccse előtt a stadionon kívül tüntettek, mert túl soknak találták a vb-rendezésre elköltött közpénzt. Az egyaránt beszédet adó brazil elnök Dilma Rousseffet és a FIFA elnökét, Joseph Blattert is kifütyülték, a FIFA ezért a világbajnokság nyitóműsorára nem tett beszédeket. Mindkét torna alatt voltak egyéb tüntetések is.